# 1987
| [ Edytuj tabelę ]                                                | |
| Przewodniczący Rady Państwa                                      | - 1985 Wojciech Jaruzelski 1989 |
| Premier Polski                                                   | - 1985 Zbigniew Messner 1988 |
| Prezydent Polski na uchodźstwie                                  | - 1986 Kazimierz Sabbat 1989 |
| Premier rządu RP na uchodźstwie                                  | - 1986 Edward Szczepanik 1990 |
| I sekretarz KC PZPR                                              | - 1981 Wojciech Jaruzelski 1989 |
| Prezydent Afganistanu                                            | - 1986 Hadżi Mohammad Czamkani 1987 - 1987 Mohammad Nadżibullah 1992                                                                      |
| Premier Afganistanu                                              | - 1981 Sultan Ali Kesztmand 1988 |
| Przywódca Albanii                                                | - 1985 Ramiz Alia 1991 |
| Premier Albanii                                                  | - 1982 Adil Çarçani 1991 |
| Prezydent Algierii                                               | - 1979 Szadli Bendżedid 1992 |
| Premier Algierii                                                 | - 1984 Abdelhamid Brahimi 1988 |
| Współksiążęta Andory                                             | - 1971 Joan Martí i Alanís 2003 - 1981 François Mitterrand 1995                                                                           |
| Premier Andory                                                   | - 1984 Josep Pintat-Solans 1990 |
| Prezydent Angoli                                                 | - 1979 José Eduardo dos Santos 2017 |
| Premier Antigui i Barbudy                                        | - 1981 Vere Cornwall Bird 1994 |
| Król Arabii Saudyjskiej                                          | - 1982 Fahd ibn Abd al-Aziz Al Su’ud 2005                                                                                                 |
| Prezydent Argentyny                                              | - 1983 Raúl Alfonsín 1989 |
| Premier Australii                                                | - 1983 Bob Hawke 1991 |
| Prezydent Austrii                                                | - 1986 Kurt Waldheim 1992 |
| Kanclerz Austrii                                                 | - 1986 Franz Vranitzky 1997 |
| Premier Bahamów                                                  | - 1973 Lynden Pindling 1992 |
| Emir Bahrajnu                                                    | - 1971 Isa ibn Salman Al Chalifa 1999 |
| Premier Bahrajnu                                                 | - 1970 Chalifa ibn Salman Al Chalifa 2020                                                                                                 |
| Prezydent Bangladeszu                                            | - 1983 Hossain Mohammad Ershad 1990 |
| Premier Bangladeszu                                              | - 1986 Mizanur Rahman Chowdhury 1988 |
| Premier Barbadosu                                                | - 1986 Errol Barrow 1987 - 1987 Erskine Sandiford 1994                                                                                    |
| Prezydent Birmy                                                  | - 1981 San Yu 1988 |
| Premier Birmy                                                    | - 1977 Maung Maung Kha 1988 |
| Król Belgów                                                      | - 1951 Baudouin 1993 |
| Premier Belgii                                                   | - 1981 Wilfried Martens 1992 |
| Premier Belize                                                   | - 1984 Manuel Esquivel 1989 |
| Prezydent Beninu                                                 | - 1972 Mathieu Kérékou 1991 |
| Król Bhutanu                                                     | - 1972 Jigme Singye Wangchuck 2006 |
| Premier Bhutanu                                                  | - 1964 urząd zniesiony 1998 |
| Prezydent Boliwii                                                | - 1985 Víctor Paz Estenssoro 1989 |
| Prezydent Botswany                                               | - 1980 Quett Masire 1998 |
| Prezydent Brazylii                                               | - 1985 José Sarney 1989 |
| Sułtan Brunei                                                    | - 1967 Hassanal Bolkiah |
| Przywódca Bułgarii                                               | - 1954 Todor Żiwkow 1989 |
| Premier Bułgarii                                                 | - 1986 Georgi Atanasow 1990 |
| Prezydent Burkiny Faso                                           | - 1984 Thomas Sankara 1987 - 1987 Blaise Compaoré 2014                                                                                    |
| Prezydent Burundi                                                | - 1976 Jean-Baptiste Bagaza 1987 - 1987 Pierre Buyoya 1993                                                                                |
| Premier Burundi                                                  | - 1978 urząd zniesiony 1988 |
| Prezydent Chile                                                  | - 1973 Augusto Pinochet 1990 |
| Przewodniczący ChRL                                              | - 1983 Li Xiannian 1988 |
| Premier Chin                                                     | - 1980 Zhao Ziyang 1987 - 1987 Li Peng 1998                                                                                               |
| Prezydent Cypru                                                  | - 1977 Spiros Kiprianu 1988 |
| Prezydent Cypru Północnego                                       | - 1983 Rauf Denktaş 2005 |
| Prezydent Czadu                                                  | - 1982 Hissène Habré 1990 |
| Premier Czadu                                                    | - 1982 urząd zniesiony 1991 |
| Prezydent Czechosłowacji                                         | - 1975 Gustáv Husák 1989 |
| Premier Czechosłowacji                                           | - 1970 Lubomír Štrougal 1988 |
| Król Danii                                                       | - 1972 Małgorzata II 2024 |
| Premier Danii                                                    | - 1982 Poul Schlüter 1993 |
| Dalajlama                                                        | - 1940 Tenzin Gjaco |
| Prezydent Dominikany                                             | - 1986 Joaquín Balaguer 1996 |
| Prezydent Dominiki                                               | - 1983 Clarence Seignoret 1993 |
| Premier Dominiki                                                 | - 1980 Eugenia Charles 1995 |
| Prezydent Dżibuti                                                | - 1977 Hasan Guled Aptidon 1999 |
| Premier Dżibuti                                                  | - 1978 Barkat Gourad Hamadou 2001 |
| Prezydent Egiptu                                                 | - 1981 Husni Mubarak 2011 |
| Premier Egiptu                                                   | - 1986 Atif Sidki 1996 |
| Prezydent Ekwadoru                                               | - 1984 León Febres Cordero Ribadeneyra 1988                                                                                               |
| Przewodniczący Wojskowej Rady Administracyjnej Etiopii           | - 1977 Mengystu Hajle Marjam 1987 |
| Prezydent Etiopii                                                | - 1987 Mengystu Hajle Marjam 1991 |
| Premier Etiopii                                                  | - 1987 Fikre Selassie Wogderess 1989 |
| Przew. Komisji Europejskiej                                      | - 1985 Jacques Delors (Francja) 1995 |
| Prezydent Fidżi                                                  | - 1987 Sitiveni Rabuka (p.o.) 1987 - 1987 Penaia Ganilau 1993                                                                             |
| Premier Fidżi                                                    | - 1970 Kamisese Mara 1987 - 1987 Timoci Bavadra 1987 - 1987 Kamisese Mara 1992                                                            |
| Prezydent Filipin                                                | - 1986 Corazon Aquino 1992 |
| Prezydent Finlandii                                              | - 1981 Mauno Koivisto 1994 |
| Premier Finlandii                                                | - 1982 Kalevi Sorsa 1987 - 1987 Harri Holkeri 1991                                                                                        |
| Prezydent Francji                                                | - 1981 François Mitterrand 1995 |
| Premier Francji                                                  | - 1986 Jacques Chirac 1988 |
| Prezydent Gabonu                                                 | - 1967 Omar Bongo 2009 |
| Premier Gabonu                                                   | - 1975 Léon Mébiame 1990 |
| Prezydent Gambii                                                 | - 1970 Dawda Kairaba Jawara 1994 |
| Prezydent Ghany                                                  | - 1981 Jerry John Rawlings 2001 |
| Prezydent Grecji                                                 | - 1985 Christos Sardzetakis 1990 |
| Premier Grecji                                                   | - 1981 Andreas Papandreu 1989 |
| Premier Grenady                                                  | - 1984 Herbert Blaize 1989 |
| Prezydent Gujany                                                 | - 1985 Desmond Hoyte 1992 |
| Premier Gujany                                                   | - 1985 Hamilton Green 1992 |
| Prezydent Gwatemali                                              | - 1986 Marco Vinicio Cerezo Arévalo 1991                                                                                                  |
| Prezydent Gwinei                                                 | - 1984 Lansana Conté 2008 |
| Premier Gwinei                                                   | - 1984 urząd zniesiony 1996 |
| Prezydent Gwinei Bissau                                          | - 1984 João Bernardo Vieira 1999 |
| Premier Gwinei Bissau                                            | - 1984 urząd zniesiony 1991 |
| Prezydent Gwinei Równikowej                                      | - 1979 Teodoro Obiang Nguema Mbasogo |
| Premier Gwinei Równikowej                                        | - 1982 Cristino Seriche Bioko 1992 |
| Prezydent Haiti                                                  | - 1986 Henri Namphy 1988 |
| Król Hiszpanii                                                   | - 1975 Jan Karol I 2014 |
| Premier Hiszpanii                                                | - 1982 Felipe González 1996 |
| Król Holandii                                                    | - 1980 Beatrycze 2013 |
| Premier Holandii                                                 | - 1982 Ruud Lubbers 1994 |
| Prezydent Hondurasu                                              | - 1986 José Azcona del Hoyo 1990 |
| Najwyższy przywódca Iranu                                        | - 1979 Ruhollah Chomejni 1989 |
| Prezydent Iranu                                                  | - 1981 Ali Chamenei 1989 |
| Premier Iranu                                                    | - 1981 Mir-Hosejn Musawi 1989 |
| Prezydent Iraku                                                  | - 1979 Saddam Husajn 2003 |
| Premier Iraku                                                    | - 1979 Saddam Husajn 1991 |
| Prezydent Indii                                                  | - 1982 Giani Zail Singh 1987 - 1987 Ramaswamy Venkataraman 1992                                                                           |
| Premier Indii                                                    | - 1984 Rajiv Gandhi 1989 |
| Prezydent Indonezji                                              | - 1967 Suharto 1998 |
| Prezydent Irlandii                                               | - 1976 Patrick Hillery 1990 |
| Premier Irlandii                                                 | - 1982 Garret FitzGerald 1987 - 1987 Charles Haughey 1992                                                                                 |
| Prezydent Islandii                                               | - 1980 Vigdís Finnbogadóttir 1996 |
| Premier Islandii                                                 | - 1983 Steingrímur Hermannsson 1987 - 1987 Þorsteinn Pálsson 1988                                                                         |
| Prezydent Izraela                                                | - 1983 Chaim Herzog 1993 |
| Premier Izraela                                                  | - 1986 Icchak Szamir 1992 |
| Premier Jamajki                                                  | - 1980 Edward Seaga 1989 |
| Cesarz Japonii                                                   | - 1926 Hirohito 1989 |
| Premier Japonii                                                  | - 1982 Yasuhiro Nakasone 1987 - 1987 Noboru Takeshita 1989                                                                                |
| Prezydent Jemenu Południowego                                    | - 1986 Hajdar Abu Bakr al-Attas 1990 |
| Prezydent Jemenu Północnego                                      | - 1978 Ali Abd Allah Salih 1990 |
| Król Jordanii                                                    | - 1952 Husajn 1999 |
| Premier Jordanii                                                 | - 1985 Zajd ar-Rifa’i 1989 |
| Prezydent Jugosławii                                             | - 1986 Sinan Hasani 1987 - 1987 Łazar Mojsow 1988                                                                                         |
| Premier Jugosławii                                               | - 1986 Branko Mikulić 1989 |
| Prezydent Kamerunu                                               | - 1982 Paul Biya |
| Premier Kamerunu                                                 | - 1984 urząd zniesiony 1991 |
| Przywódca Ludowej Republiki Kampuczy                             | - 1972 Heng Samrin 1992 |
| Premier Republiki Kampuczy                                       | - 1985 Hun Sen 1993 |
| Premier Kanady                                                   | - 1984 Brian Mulroney 1993 |
| Emir Kataru                                                      | - 1972 Chalifa ibn Ahmad 1995 |
| Premier Kataru                                                   | - 1971 Chalifa ibn Ahmad 1995 |
| Prezydent Kenii                                                  | - 1978 Daniel Moi 2002 |
| Prezydent Kiribati                                               | - 1983 Ieremia Tabai 1991 |
| Prezydent Kolumbii                                               | - 1986 Virgilio Barco Vargas 1990 |
| Prezydent Konga                                                  | - 1979 Denis Sassou-Nguesso 1992 |
| Premier Konga                                                    | - 1984 Ange Édouard Poungui 1989 |
| Patriarcha Konstantynopola                                       | - 1972 Dymitr I 1991 |
| Prezydent Korei Południowej                                      | - 1980 Chun Doo-hwan 1988 |
| Premier Korei Południowej                                        | - 1985 Lho Shin-yong 1987 - 1987 Lee Han-key (p.o.) 1987 - 1987 Kim Chung-yul (p.o.) 1987 - 1987 Kim Chung-yul 1988                       |
| Prezydent KRLD                                                   | - 1972 Kim Il Sŏng 1994 |
| Premier KRLD                                                     | - 1986 Ri Gŭn Mo 1988 |
| Prezydent Kostaryki                                              | - 1986 Óscar Arias Sánchez 1990 |
| Przewodniczący Rady Państwa Kuby                                 | - 1976 Fidel Castro 2008 |
| Emir Kuwejtu                                                     | - 1977 Dżabir III 2006 |
| Premier Kuwejtu                                                  | - 1978 Sad al-Abd Allah as-Salim as-Sabah 2003                                                                                            |
| Prezydent Laosu                                                  | - 1975 Tiao Souphanouvong 1991 - 1986 Phoumi Vongvichit (p.o.) 1991                                                                       |
| Król Lesotho                                                     | - 1966 Moshoeshoe II 1990 |
| Premier Lesotho                                                  | - 1986 Justin Lekhanya 1991 |
| Prezydent Libanu                                                 | - 1982 Amin al-Dżumajjil 1988 |
| Premier Libanu                                                   | - 1984 Raszid Karami 1987 - 1987 Salim al-Huss 1990                                                                                       |
| Prezydent Liberii                                                | - 1980 Samuel Doe 1990 |
| Przywódca Libii                                                  | - 1969 Mu’ammar al-Kaddafi 2011 |
| Premier Libii                                                    | - 1986 Dżad Allah Azzuz at-Talhi 1987 - 1987 Umar Mustafa al-Muntasir 1990                                                                |
| Sekretarz generalny PKL Libii                                    | - 1984 Miftah al-Usta Umar 1990 |
| Książę Liechtensteinu                                            | - 1938 Franciszek Józef II 1989 |
| Premier Liechtensteinu                                           | - 1978 Hans Brunhart 1993 |
| Premier Litwyna emigracji                                        | - 1983 Stasys Antanas Bačkis 1987 - 1987 Stasys Lozoraitis (junior) 1991                                                                  |
| Wielki książę Luksemburga                                        | - 1964 Jan 2000 |
| Premier Luksemburga                                              | - 1984 Jacques Santer 1995 |
| Prezydent Madagaskaru                                            | - 1975 Didier Ratsiraka 1993 |
| Premier Madagaskaru                                              | - 1977 Désiré Rakotoarijaona 1988 |
| Prezydent Malawi                                                 | - 1966 Hastings Kamuzu Banda 1994 |
| Prezydent Malediwów                                              | - 1978 Maumun ̓Abdul Gajum 2008 |
| Król Malezji                                                     | - 1984 Iskandar 1989 |
| Premier Malezji                                                  | - 1981 Mahathir bin Mohamad 2003 |
| Prezydent Mali                                                   | - 1968 Moussa Traoré 1991 |
| Premier Mali                                                     | - 1986 Mamadou Dembelé 1988 |
| Prezydent Malty                                                  | - 1982 Agatha Barbara 1987 - 1987 Paul Xuereb 1989                                                                                        |
| Premier Malty                                                    | - 1984 Karmenu Mifsud Bonnici 1987 - 1987 Edward Fenech Adami 1996                                                                        |
| Król Maroka                                                      | - 1961 Hassan II 1999 |
| Premier Maroka                                                   | - 1986 Izz ad-Din al-Araki 1992 |
| Prezydent Mauretanii                                             | - 1984 Maawija uld Sid’Ahmad Taja 2005 |
| Premier Mauretanii                                               | - 1984 Maawija uld Sid’Ahmad Taja 1992 |
| Premier Mauritiusa                                               | - 1982 Anerood Jugnauth 1995 |
| Prezydent Meksyku                                                | - 1982 Miguel de la Madrid 1988 |
| Prezydent Mikronezji                                             | - 1986 Tosiwo Nakayama 1987 - 1987 John Haglelgam 1991                                                                                    |
| Książę Monako                                                    | - 1949 Rainier III 2005 |
| Minister stanu Monako                                            | - 1985 Jean Ausseil 1991 |
| Przewodniczący Prezydium Wielkiego Churału Ludowego Mongolii     | - 1984 Dżambyn Batmönch 1990 |
| Premier Mongolii                                                 | - 1984 Dumaagijn Sodnom 1990 |
| Prezydent Mozambiku                                              | - 1986 Joaquim Chissano 2005 |
| Premier Mozambiku                                                | - 1986 Mário da Graça Machungo 1994 |
| Sekretarz generalny NATO                                         | - 1984 Peter Carington (Wielka Brytania) 1988                                                                                             |
| Prezydent Nauru                                                  | - 1986 Hammer DeRoburt 1989 |
| Król Nepalu                                                      | - 1972 Birendra 2001 |
| Premier Nepalu                                                   | - 1986 Marich Man Singh Shrestha 1990 |
| Prezydent Niemiec                                                | - 1984 Richard von Weizsäcker 1994 |
| Kanclerz Niemiec                                                 | - 1982 Helmut Kohl 1998 |
| Prezydent Nigru                                                  | - 1974 Seyni Kountché 1987 - 1987 Ali Saibou 1993                                                                                         |
| Premier Nigru                                                    | - 1983 Hamid Algabid 1988 |
| Prezydent Nigerii                                                | - 1985 Ibrahim Babangida 1993 |
| Prezydent Nikaragui                                              | - 1985 Daniel Ortega 1990 |
| Król Norwegii                                                    | - 1957 Olaf V 1991 |
| Premier Norwegii                                                 | - 1986 Gro Harlem Brundtland 1989 |
| Premier Nowej Zelandii                                           | - 1984 David Lange 1989 |
| Przewodniczący Rady Państwa NRD                                  | - 1976 Erich Honecker 1989 |
| Premier NRD                                                      | - 1976 Willi Stoph 1989 |
| Sułtan Omanu                                                     | - 1970 Kabus ibn Sa’id 2020 |
| Sekretarz generalny ONZ                                          | - 1982 Javier Pérez de Cuéllar (Peru) 1991                                                                                                |
| Prezydent Pakistanu                                              | - 1978 Muhammad Zia ul-Haq 1988 |
| Premier Pakistanu                                                | - 1985 Mohammad Khan Junejo 1988 |
| Prezydent Palau                                                  | - 1985 Lazarus Salii 1988 |
| Prezydent Panamy                                                 | - 1985 Eric Arturo Delvalle (p.o.) 1988                                                                                                   |
| Wojskowy przywódca Panamy                                        | - 1983 Manuel Noriega 1989 |
| Papież                                                           | - 1978 Jan Paweł II 2005 |
| Premier Papui-Nowej Gwinei                                       | - 1985 Paias Wingti 1988 |
| Prezydent Paragwaju                                              | - 1954 gen. Alfredo Stroessner 1989 |
| Prezydent Peru                                                   | - 1985 Alan García Pérez 1990 |
| Premier Peru                                                     | - 1985 Luis Alva Castro 1987 - 1987 Guillermo Larco Cox 1988                                                                              |
| Prezydent Południowej Afryki                                     | - 1984 Pieter Botha 1989 |
| Prezydent Portugalii                                             | - 1986 Mário Soares 1996 |
| Premier Portugalii                                               | - 1985 Anibal Cavaco Silva 1995 |
| Sekretarz generalny Rady Europy                                  | - 1984 Marcelino Oreja Aguirre (Hiszpania) 1989                                                                                           |
| Prezydent Republiki Środkowoafrykańskiej                         | - 1981 André Kolingba 1993 |
| Premier Republiki Środkowoafrykańskiej                           | - 1981 urząd zniesiony 1991 |
| Prezydent Republiki Zielonego Przylądka                          | - 1975 Aristides Pereira 1991 |
| Premier Republiki Zielonego Przylądka                            | - 1975 Pedro Pires 1991 |
| Prezydent Rumunii                                                | - 1967 Nicolae Ceaușescu 1989 |
| Premier Rumunii                                                  | - 1982 Constantin Dăscălescu 1989 |
| Prezydent Rwandy                                                 | - 1973 Juvénal Habyarimana 1994 |
| Premier Saint Kitts i Nevis                                      | - 1983 Kennedy Simonds 1995 |
| Premier Saint Lucia                                              | - 1982 John Compton 1996 |
| Premier Saint Vincent i Grenadyn                                 | - 1984 James Fitz-Allen Mitchell 2000 |
| Prezydent Salwadoru                                              | - 1984 José Napoleón Duarte 1989 |
| O le Ao o le Malo Samoa                                          | - 1962 Malietoa Tanumafili II 2007 |
| Premier Samoa                                                    | - 1985 Vaʻai Kolone 1988 |
| Kapitanowie regenci San Marino                                   | - 1986 Giuseppe Arzilli Maurizio Tomassoni 1987 - 1987 Renzo Renzi Carlo Franciosi 1987 - 1987 Rossano Zafferani Gian Franco Terenzi 1988 |
| Sekretarz Stanu do spraw Politycznych i Zagranicznych San Marino | - 1986 Gabriele Gatti 2002 |
| Prezydent Senegalu                                               | - 1981 Abdou Diouf 2000 |
| Premier Senegalu                                                 | - 1983 urząd zniesiony 1991 |
| Prezydent Seszeli                                                | - 1977 France-Albert René 2004 |
| Prezydent Sierra Leone                                           | - 1985 Joseph Saidu Momoh 1992 |
| Prezydent Singapuru                                              | - 1985 Wee Kim Wee 1993 |
| Premier Singapuru                                                | - 1965 Lee Kuan Yew 1990 |
| Prezydent Somalii                                                | - 1969 Mohammed Siad Barre 1991 |
| Premier Somalii                                                  | - 1970 urząd zniesiony 1987 - 1987 Muhammad Ali Samatar 1990                                                                              |
| Prezydent Sri Lanki                                              | - 1978 Junius Jayewardene 1989 |
| Premier Sri Lanki                                                | - 1978 Ranasinghe Premadasa 1989 |
| Król Suazi                                                       | - 1986 Ntombi (współpanująca) 2018 - 1986 Mswati III 2018                                                                                 |
| Premier Suazi                                                    | - 1986 Sotsha Dlamini 1989 |
| Prezydent Sudanu                                                 | - 1986 Ahmad al-Mirghani 1989 |
| Premier Sudanu                                                   | - 1986 Sadik al-Mahdi 1989 |
| Prezydent Surinamu                                               | - 1982 Fred Ramdat Misier 1988 |
| Prezydent Syrii                                                  | - 1971 Hafiz al-Asad 2000 |
| Premier Syrii                                                    | - 1980 Abd ar-Ra’uf al-Kasm 1987 - 1987 Mahmud az-Zubi 2000                                                                               |
| Prezydent Szwajcarii                                             | - 1987 Pierre Aubert 1987 |
| Król Szwecji                                                     | - 1973 Karol XVI Gustaw |
| Premier Szwecji                                                  | - 1986 Ingvar Carlsson 1991 |
| Król Tajlandii                                                   | - 1946 Bhumibol Adulyadej 2016 |
| Premier Tajlandii                                                | - 1980 Prem Tinsulanonda 1988 |
| Prezydent Tajwanu                                                | - 1978 Chiang Ching-kuo 1988 |
| Prezydent Tanzanii                                               | - 1985 Ali Hassan Mwinyi 1995 |
| Premier Tanzanii                                                 | - 1985 Joseph Warioba 1990 |
| Prezydent Togo                                                   | - 1967 Gnassingbé Eyadéma 2005 |
| Premier Togo                                                     | - 1961 urząd zniesiony 1991 |
| Król Tonga                                                       | - 1965 Taufaʻahau Tupou IV 2006 |
| Premier Tonga                                                    | - 1965 Sione Ngū Manumataongo Uelingatoni 1991                                                                                            |
| Prezydent Trynidadu i Tobago                                     | - 1976 Ellis Clarke 1987 - 1987 Noor Hassanali 1997                                                                                       |
| Premier Trynidadu i Tobago                                       | - 1986 Arthur N.R. Robinson 1991 |
| Prezydent Tunezji                                                | - 1957 Habib Burgiba 1987 - 1987 Zajn al-Abidin ibn Ali 2011                                                                              |
| Premier Tunezji                                                  | - 1986 Raszid Safar 1987 - 1987 Zajn al-Abidin ibn Ali 1987 - 1987 Al-Hadi al-Bakkusz 1989                                                |
| Prezydent Turcji                                                 | - 1980 Kenan Evren 1989 |
| Premier Turcji                                                   | - 1983 Turgut Özal 1989 |
| Prezydent Ugandy                                                 | - 1986 Yoweri Museveni |
| Premier Ugandy                                                   | - 1986 Samson Kisekka 1991 |
| Prezydent Urugwaju                                               | - 1985 Julio María Sanguinetti 1990 |
| Prezydent USA                                                    | - 1981 Ronald Reagan 1989 |
| Prezydent Vanuatu                                                | - 1984 George Kalkoa 1989 |
| Premier Vanuatu                                                  | - 1980 Walter Lini 1991 |
| Prezydent Wenezueli                                              | - 1984 Jaime Lusinchi 1989 |
| Prezydent Węgier                                                 | - 1967 Pál Losonczi 1987 - 1987 Károly Németh 1988                                                                                        |
| Premier Węgier                                                   | - 1975 György Lázár 1987 - 1987 Károly Grósz 1988                                                                                         |
| Monarcha Wielkiej Brytanii                                       | - 1952 Elżbieta II 2022 |
| Premier Wielkiej Brytanii                                        | - 1979 Margaret Thatcher 1990 |
| Prezydent Wietnamu                                               | - 1981 Rada Państwa 1992 |
| Premier Wietnamu                                                 | - 1976 Phạm Văn Đồng 1987 - 1987 Phạm Hùng 1988                                                                                           |
| Prezydent Włoch                                                  | - 1985 Francesco Cossiga 1992 |
| Premier Włoch                                                    | - 1983 Bettino Craxi 1987 - 1987 Amintore Fanfani 1987 - 1987 Giovanni Goria 1988                                                         |
| Prezydent WKS                                                    | - 1960 Félix Houphouët-Boigny 1993 |
| Premier WKS                                                      | - 1960 urząd zniesiony 1990 |
| Prezydent Wysp Marshalla                                         | - 1986 Amata Kabua 1996 |
| Prezydent Wysp Świętego Tomasza i Książęcej                      | - 1975 Manuel Pinto da Costa 1991 |
| Prezydent Zambii                                                 | - 1964 Kenneth Kaunda 1991 |
| Prezydent Zairu                                                  | - 1971 Mobutu Sese Seko 1997 |
| Prezydent Zimbabwe                                               | - 1980 Canaan Banana 1987 - 1987 Robert Mugabe 2017                                                                                       |
| Premier Zimbabwe                                                 | - 1980 Robert Mugabe 1987 - 1987 urząd zniesiony 2009                                                                                     |
| Prezydent ZEA                                                    | - 1971 Zajid ibn Sultan Al Nahajjan 2004                                                                                                  |
| Premier ZEA                                                      | - 1979 Raszid ibn Said al-Maktum 1990 |
| Przywódca ZSRR                                                   | - 1985 Michaił Gorbaczow 1991 |
| Premier ZSRR                                                     | - 1985 Nikołaj Ryżkow 1991 |

Rok 1987 / MCMLXXXVII
stulecia: XIX wiek ~
XX wiek ~
XXI wiek

dziesięciolecia:
1950–1959 •
1960–1969 •
1970–1979 •
1980–1989
• 1990–1999
• 2000–2009
• 2010–2019

lata: 1977 «
1982 «
1983 «
1984 «
1985 «
1986 «
1987
» 1988
» 1989
» 1990
» 1991
» 1992
» 1997

## Wydarzenia w Polsce

### Styczeń
- 1 stycznia – Drzewica, Jelcz-Laskowice, Skała, Tarnogród i Zalewo uzyskały prawa miejskie.
- 5 stycznia:
  - odbyła się premiera filmu Nad Niemnem.
  - w tym sezonie przeznaczono do odstrzału dewizowego 40 żubrów.
- 6 stycznia – rzecznik rządu podał na konferencji bilans amnestii z lipca 1986 roku; skorzystało z niej 71,5 tys. osób, z zakładów karnych zwolniono 15 tys. osób.
- 10 stycznia – premiera filmu Przypadek.
- 12 stycznia – Wojciech Jaruzelski udał się do Włoch i do Watykanu.
- 19 stycznia – Czesław Bobrowski zrezygnował ze stanowiska przewodniczącego Konsultacyjnej Rady Gospodarczej, wnosząc zastrzeżenia do wielu posunięć polityki gospodarczej.
- 31 stycznia – John C. Whitehead(inne języki), zastępca sekretarza stanu USA, zakończył wizytę w Polsce. Rozmawiał m.in. z Lechem Wałęsą i Wojciechem Jaruzelskim.

### Luty
- 1 lutego – prymas kardynał Józef Glemp udzielił wywiadu moskiewskiemu tygodnikowi „Litieraturnaja Gazieta”.
- 4 lutego – 17 górników zginęło w wyniku wybuchu metanu i pyłu węglowego w KWK „Mysłowice”.
- 10 lutego – w katowickiej hali Spodek odbył się pierwszy koncert grupy Metallica w Polsce.
- 19 lutego – zostały zniesione amerykańskie sankcje gospodarcze wobec PRL.
- 21 lutego – na terenie Fabryki Samochodów Osobowych w Warszawie wybuchł pożar, w wyniku którego spłonął magazyn wysokiego składowania. Przyczyną pożaru było podpalenie.
- 26 lutego – zarejestrowany został Gdański Klub Fantastyki.

### Marzec
- 15 marca – weszła do służby korweta ORP Kaszub.
- 20 marca – Agencja Żywności i Leków dopuściła azydotymidynę do leczenia zakażenia HIV.
- 22 marca:
  - w Warszawie odbyły się 15. Mistrzostwa Świata w Biegach Przełajowych.
  - trener kolarski Andrzej Imosa, podczas przejazdu treningowego wraz grupą podopiecznych przez miejscowość Rudka Bałtowska koło Ostrowca Świętokrzyskiego, został zaatakowany przez pijanego napastnika, wskutek czego przewrócił się z rowerem i odniósł śmiertelne obrażenia głowy (zmarł 6 kwietnia).
- 28 marca – kolejna podwyżka cen żywności, opału, energii i benzyny.
- 30 marca – na antenie TVP2 ukazało się premierowe wydanie Panoramy dnia (od 2 września 1991 Panorama)[1].

### Kwiecień
- 17 kwietnia – dziennik rządowy „Rzeczpospolita” opublikował założenia tzw. II etapu reformy gospodarczej.
- 21 kwietnia – pierwszy występ zespołu Modern Talking w Polsce.

### Maj
- 6 maja – Sejm wprowadził do konstytucji zapis o instytucji referendum[2].
- 8 maja – II kongres PRON, „Plan Jaruzelskiego”.
- 9 maja – 183 osoby zginęły w katastrofie samolotu PLL LOT Ił-62M „Tadeusz Kościuszko” w Lesie Kabackim pod Warszawą.
- 20 maja – została założona Fundacja im. Brata Alberta z siedzibą w Radwanowicach.
- 27 maja – przed kościołem ss. wizytek w Warszawie stanął pomnik kardynała Stefana Wyszyńskiego.
- 31 maja – oświadczenie „62”.

### Czerwiec
- 1 czerwca – we Wrocławiu pierwszy publiczny happening Pomarańczowej Alternatywy.
- 8–14 czerwca – III pielgrzymka Jana Pawła II do ojczyzny.
- 11 czerwca – Jan Paweł II odwiedził Szczecin (bazylika archikatedralna pw. św. Jakuba Apostoła Mniejszego i plac Jasne Błonia im. Jana Pawła II) oraz Gdynię (skwer Kościuszki).
- 11–12 czerwca – do Gdańska przybył Jan Paweł II. Spotkał się z młodzieżą na Westerplatte, w bazylice Mariackiej z chorymi, inwalidami oraz lekarzami i pielęgniarkami, następnie pod Pomnikiem Poległych Stoczniowców złożył kwiaty. Punktem kulminacyjnym wizyty w Gdańsku była msza na Zaspie dla ok. miliona osób.
- 13 czerwca – Jan Paweł II przebywał do Łodzi.
- 16 czerwca – przez Białystok i okolice przeszła trąba powietrzna, powodując uszkodzenia 106 budynków i raniąc kilkanaście osób.
- 20 czerwca – ukazał się pierwszy numer niezależnego miesięcznika „Res Publica”; wznowienie tytułu podziemnego z lat 1979–1981.
- 28 czerwca – niszczyciel ORP „Błyskawica” jako jedyny polski okręt został udekorowany Krzyżem Złotym Orderu Wojennego Virtuti Militari.
- 29 czerwca – Wojciech Jaruzelski udał się z oficjalną wizytą do Japonii.

### Lipiec
- 1 lipca – wprowadzono podwyżkę opłat za przejazdy środkami komunikacji miejskiej oraz podwyżkę cen skupu produktów rolnych.
- 9 lipca – wizytę w Polsce złożył Sekretarz Generalny Rumuńskiej Partii Komunistycznej, prezydent Socjalistycznej Republiki Rumunii Nicolae Ceaușescu.
- 15 lipca – uchwalono ustawę o Rzeczniku Praw Obywatelskich[3].
- 17 lipca – uchwalono ustawę o przekształceniu Wyższej Szkoły Marynarki Wojennej im. Bohaterów Westerplatte w Gdyni w Akademię Marynarki Wojennej, zachowując zbiorowego patrona.
- 26 lipca – rozpoczęły się obrady 72. Światowego Kongresu Esperanto; przybyło 6 tys. uczestników z 60 krajów.

### Sierpień
- 1 sierpnia – po odkryciu w lipcu masowych grobów w okolicach Gib na Suwalszczyźnie, powołany został obywatelski komitet poszukiwań mieszkańców tej ziemi, którzy zaginęli w 1945 roku.
- 2 sierpnia – zarejestrowanie Obywatelskiego Komitetu Poszukiwań Mieszkańców Suwalszczyzny Zaginionych w Lipcu 1945 r.
- 19 sierpnia – na 31. Międzynarodowy Kongres pszczelarzy przybyło do Warszawy 5,5 tys. osób z 56 krajów.
- 22 sierpnia – Johnny Cash wystąpił wraz z rodziną w Operze Leśnej w Sopocie.
- 24 sierpnia – premiera filmu Pociąg do Hollywood.
- 28 sierpnia – premiera filmu Życie wewnętrzne.

### Wrzesień
- 3 września:
  - katastrofa tramwajowa w Warszawie: w wyniku wypadku śmierć poniosło siedem osób, a 73 zostało rannych.
  - katastrofa kolejowa na stacji Warszawa Włochy: w wyniku wypadku śmierć poniosło osiem osób, a kilkadziesiąt zostało rannych.
- 26 września – wiceprezydent USA George Bush spotkał się z Wojciechem Jaruzelskim, Józefem Glempem i Lechem Wałęsą oraz złożył wieniec na grobie księdza Jerzego Popiełuszki.
- 27 września – grupa 30 dziennikarzy (m.in. T. Torańska, J. Turowicz, S. Bratkowski) złożyła w Urzędzie Stołecznym wniosek o rejestrację SDP.
- 30 września – premiera filmu Kobieta samotna.

### Październik
- 5 października – odbyła się premiera filmu Misja specjalna.
- 18 października – Telewizja Polska wyemitowała premierowy odcinek serialu Zmiennicy.
- 19 października – premiera filmu W zawieszeniu.
- 21 października – Lech Wałęsa w imieniu „Solidarności” wezwał do bojkotu referendum w sprawie reform gospodarczych w Polsce.
- 23 października – utworzono Przedsiębiorstwo Państwowe „Porty Lotnicze”[4].
- 25 października – na wspólnym posiedzeniu TKK „S” i Tymczasowej Rady NSZZ „S” powołano jednolite kierownictwo – Krajową Komisję Wykonawczą NSZZ „S”.
- 26 października – Szczecin: otwarto pierwszą nitkę Trasy Zamkowej.
- 28 października – powstanie fundacji kościelnej, wspomagającej zaopatrzenie wsi w wodę.

### Listopad
- 5 listopada – Janina i Zbigniew Porczyńscy przekazali kolekcję blisko 400 obrazów na rzecz Archidiecezji Warszawskiej, Kolekcję Jana Pawła II.
- 9 listopada:
  - we Wrocławiu aresztowano Kornela Morawieckiego, szefa „Solidarności Walczącej”.
  - Urząd Wojewódzki w Gdańsku zakazał działalności KKW „Solidarności”.
- 12 listopada – w Białymstoku narodziło się pierwsze polskie dziecko poczęte metodą in vitro.
- 14 listopada:
  - w Kaliszu założono Kaliskie Towarzystwo Przyjaciół Nauk; pierwszym prezesem został prof. Edward Polanowski.
  - powstała partia Unia Polityki Realnej[5].
- 15 listopada – podpisanie deklaracji założycielskiej Polskiej Partii Socjalistycznej[6].
- 18 listopada – na zaproszenie metropolity Bazylego, zwierzchnika Polskiego Autokefalicznego Kościoła Prawosławnego, przybył z wizytą patriarcha Konstantynopola i Nowego Rzymu, Dimitros.
- 19 listopada – prof. Ewa Łętowska, prawnik-cywilista, została rzecznikiem praw obywatelskich.
- 21 listopada – założono Muzeum Diecezjalne w Opolu.
- 26 listopada – minister spraw wewnętrznych Czesław Kiszczak wystosował pismo do prokuratora generalnego PRL, w którym domagał się skrócenia wyroków zabójcom ks. Jerzego Popiełuszki.
- 29 listopada – odbyło się zarządzone z inicjatywy rządu Zbigniewa Messnera referendum w sprawie tzw. 2. etapu „reformy gospodarczej”.

### Grudzień
- 18 grudnia – powstała Fundacja Kultury Polskiej; przewodniczącym Rady Fundacji został dyrygent Stanisław Wisłocki.
- 21 grudnia – premiera filmu Magnat.
- 29 grudnia – Polska przystąpiła do Międzynarodowej Korporacji Finansowej.
- 31 grudnia – średnia płaca wynosiła w 1987 roku nieco ponad 29 tys. złotych, emerytura – 15,5 tys. Zadłużenie w krajach Zachodu wzrosło o blisko 6 mld dolarów.
- Tarnogród odzyskał prawa miejskie.

## Wydarzenia na świecie

### Styczeń
- 1 stycznia – Belgia objęła prezydencję w Radzie Unii Europejskiej.
- 3 stycznia:
  - Aretha Franklin jako pierwsza kobieta została wprowadzona do Rock and Roll Hall of Fame w Cleveland (Ohio).
  - w Abidżanie na Wybrzeżu Kości Słoniowej w katastrofie Boeinga 707 należącego do brazylijskich linii Varig zginęło 50 osób.
- 5 stycznia:
  - w Chile wygasł 90-dniowy okres stanu wyjątkowego, wprowadzony po próbie zamachu na prezydenta Augusta Pinocheta.
  - prezydent USA Ronald Reagan przeszedł operację usunięcia guza prostaty.
  - po raz pierwszy wykorzystano w śledztwie genetyczne odciski palców (Wielka Brytania).
- 12 stycznia – w La Brévine w górach Jura zanotowano najniższą temperaturę w historii pomiarów w Szwajcarii (-41,8 °C).
- 13 stycznia – papież Jan Paweł II przyjął na audiencji prywatnej generała Wojciecha Jaruzelskiego.
- 16 stycznia:
  - Hu Yaobang został zmuszony do rezygnacji z funkcji sekretarza generalnego Komunistycznej Partii Chin.
  - Zhao Ziyang został sekretarzem generalnym Komunistycznej Partii Chin.
  - prezydent Ekwadoru León Febres Cordero Ribadeneyra został uprowadzony i był przetrzymywany przez kilkanaście godzin przez grupę wojskowych w celu wymuszenia zwolnienia przywódcy wojskowego buntu z 1986 roku.
- 22 stycznia:
  - w Manili wojsko ostrzelało demonstrację chłopów domagających się reformy rolnej. Zginęło 16 osób.
  - oskarżony o korupcję skarbnik stanowy Pensylwanii, Budd Dwyer, zastrzelił się podczas konferencji prasowej w Harrisburgu.
- 25 stycznia – wybory parlamentarne: wybory w RFN utwierdziły rządy koalicji CDU/CSU z FDP, tworzącej rząd pod przewodnictwem kanclerza Helmuta Kohla.

### Luty
- 2 lutego – w referendum na Filipinach znaczna większość mieszkańców poparła nową, demokratyczną konstytucję i prezydenturę Corazon Aquino.
- 3 lutego – Artur Hajzer i Jerzy Kukuczka dokonali pierwszego zimowego wejścia na himalajski ośmiotysięcznik Annapurna.
- 5 lutego – odbył się inauguracyjny lot radzieckiego statku kosmicznego Sojuz TM-2.
- 6 lutego – w Szwecji ustanowiona została Nagroda im. Olofa Palmego.
- 11 lutego – weszła w życie nowa konstytucja Filipin.
- 14 lutego – konsorcjum Airbus zaprezentowało publicznie samolot A320.
- 16 lutego:
  - stanowisko p.o. prezydenta Malty objął Paul Xuereb.
  - w Jerozolimie rozpoczął się proces ukraińskiego zbrodniarza wojennego Iwana Demianiuka.
- 17 lutego – wybory parlamentarne w Irlandii. W ich wyniku premierem został Charles Haughey.
- 20 lutego – bomba wysłana przez Unabombera wybuchła w sklepie komputerowym w Salt Lake City.
- 22 lutego:
  - dokonano oblotu Airbusa A320.
  - proklamowano Ludowo-Demokratyczną Republikę Etiopii.
- 23 lutego – zaobserwowano wybuch supernowej SN 1987A w Wielkim Obłoku Magellana.

### Marzec
- 2 marca:
  - Chrysler kupił American Motors Corporation (AMC).
  - w Nowym Jorku zakończył się jeden z najważniejszych procesów sądowych (tzw. proces Pizza Connection), wymierzony w międzynarodowych handlarzy heroiną wywodzących się z mafii sycylijskiej i współpracujących z amerykańskim światem zorganizowanej przestępczości tzw. Narodowego Syndykatu, głównie z przedstawicielami Pięciu Rodzin.
- 4 marca – prezydent Ronald Reagan przyznał w przemówieniu telewizyjnym, że dostawy broni do Iranu były wymianą za amerykańskich zakładników w Libanie.
- 6 marca – brytyjski prom pasażersko-samochodowy „Herald of Free Enterprise” wywrócił się i zatonął w okolicach Zeebrugge (Belgia). Zginęły 193 osoby.
- 9 marca – został wydany album The Joshua Tree irlandzkiej grupy U2.
- 10 marca – Charles Haughey został po raz trzeci premierem Irlandii.
- 12 marca – w RFN utworzono trzeci rząd Helmuta Kohla.
- 14 marca – w słoweńskiej Planicy Piotr Fijas ustanowił niepobity przez kolejne 7 lat rekord świata w długości skoku narciarskiego (194 m).
- 16 marca – po raz pierwszy zostały przyznane hiszpańskie nagrody filmowe Goya.
- 19 marca – Noor Hassanali został prezydentem Trynidadu i Tobago.
- 20 marca – Agencja Żywności i Leków dopuściła do stosowania lek zwalczający wirusa HIV – AZT.
- 23 marca:
  - Willy Brandt ustąpił z funkcji przewodniczącego SPD.
  - na antenie telewizji CBS wyemitowano pierwszy odcinek serialu Moda na sukces. Został sprzedany do ponad 100 krajów.
- 25 marca – Jan Paweł II wydał encyklikę Redemptoris Mater.
- 26 marca:
  - politbiuro KC KPZR przyjęło przedstawioną przez Michaiła Gorbaczowa koncepcję radzieckiej polityki zagranicznej (tzw. Wspólny Europejski Dom).
  - Tunezja zerwała stosunki dyplomatyczne z Iranem, zarzucając mu wspieranie terroryzmu na terytorium tunezyjskim.
- 27 marca – założono Canadian Airlines.
- 28 marca – premier Wielkiej Brytanii Margaret Thatcher przybyła z wizytą do ZSRR.
- 29 marca – na Haiti przyjęto w referendum nową konstytucję.
- 30 marca:
  - na aukcji w Nowym Jorku sprzedano za 39,85 mln dolarów obraz Słoneczniki Vincenta van Gogha.
  - odbyła się 59. ceremonia wręczenia Oscarów.
- 31 marca:
  - brytyjska premier Margaret Thatcher podczas swojej wizyty w Moskwie spotkała się z opozycjonistą Andriejem Sacharowem.
  - wyniesiono na orbitę drugi moduł stacji orbitalnej Mir.

### Kwiecień
- 3 kwietnia – podczas papieskiej mszy w Santiago doszło do zamieszek, gdy policja zaatakowała grupę młodych ludzi skandujących hasła przeciwko reżimowi Pinocheta.
- 4 kwietnia – w katastrofie indonezyjskiego samolotu McDonnell Douglas DC-9 w Medan na Sumatrze zginęło 27 spośród 45 osób na pokładzie.
- 5 kwietnia – stacja Fox rozpoczęła emisję serialu komediowego Świat według Bundych.
- 11 kwietnia – w Buenos Aires rozpoczęły się II Światowe Dni Młodzieży.
- 12 kwietnia – premiera filmu Ucieczka z Sobiboru.
- 13 kwietnia – podpisano portugalsko-chińskie porozumienie o zwrocie Makau w 1999 roku.
- 17 kwietnia – masakra na Sri Lance w pobliżu miasta Trincomalee. Terroryści zatrzymali kilka autobusów i wymordowali pasażerów narodowości syngaleskiej. Zginęło 127 osób.
- 21 kwietnia – w przeprowadzonym przez Tamilskich Tygrysów zamachu bombowym w Kolombo zginęło 113 osób, a około 300 zostało rannych.

### Maj
- 1 maja – papież Jan Paweł II beatyfikował Edytę Stein.
- 8 maja:
  - Gary Hart zapytany o swoje relacje z modelką Donną Rice, wycofał się z wyścigu o nominację na oficjalnego kandydata na prezydenta Stanów Zjednoczonych z ramienia demokratów.
  - brytyjska jednostka specjalna Special Air Service (SAS) zaatakowała z zaskoczenia i zabiła 8 członków brygady Tymczasowej IRA, którzy zostali potem nazwani „Męczennikami z Loughgall”.
- 9 maja – w Brukseli odbył się 32. Konkurs Piosenki Eurowizji.
- 11 maja – przed sądem w Lyonie stanął zbrodniarz nazistowski Klaus Barbie.
- 14 maja:
  - w Monako rozpoczęły się 2. Igrzyska Małych Państw Europy.
  - pułkownik Sitiveni Rabuka dokonał bezkrwawego zamachu stanu na Fidżi, odsuwając od władzy premiera Timociego Bavadrę.
- 15 maja – została wystrzelona radziecka bojowa stacja kosmiczna Polus.
- 17 maja – amerykańska fregata USS „Stark” została omyłkowo ostrzelana rakietami przez irackie samoloty w Zatoce Perskiej. Zginęło 37 marynarzy.
- 22 maja:
  - radziecka interwencja w Afganistanie: rozpoczęła się bitwa pod Arghandabem.
  - reprezentujący ZSRR Ormianin Robert Emmijan ustanowił w Cachkadzorze obowiązujący do dziś rekord Europy w skoku w dal (8,86 m).
- 27 maja – FC Porto z Józefem Młynarczykiem w bramce zdobyło piłkarski Puchar Europy, pokonując w finale na Ernst-Happel-Stadion w Wiedniu Bayern Monachium 2:1.
- 28 maja – Mathias Rust przeleciał małym samolotem, niezauważony przez radziecką obronę przeciwlotniczą, z Helsinek do Moskwy i wylądował na placu Czerwonym.
- 30 maja – Dmitrij Jazow został ministrem obrony ZSRR.
- 31 maja:
  - utworzono międzynarodową kategorię pociągów EuroCity.
  - Kazimierz Deyna występem w meczu San Diego Sockers-Tacoma Stars zakończył karierę sportową.

### Czerwiec
- 1 czerwca – premier Libanu Raszid Karami zginął w wyniku wybuchu bomby w jego helikopterze.
- 2 czerwca – Alan Greenspan został nominowany przez prezydenta USA Ronalda Reagana na szefa amerykańskiej Rezerwy Federalnej.
- 7 czerwca – reprezentantka Związku Radzieckiego Natalja Lisowska ustanowiła w Moskwie rekord świata w pchnięciu kulą (22,63 m).
- 11 czerwca:
  - wybory parlamentarne w Wielkiej Brytanii zdecydowanie wygrała Partia Konserwatywna pod przewodnictwem Margaret Thatcher.
  - 53 osoby zginęły w katastrofie samolotu An-26 w Afganistanie.
- 12 czerwca:
  - prezydent Ronald Reagan, podczas przemówienia do mieszkańców Berlina Zachodniego przed Bramą Brandenburską, wezwał Michaiła Gorbaczowa do zburzenia Muru Berlińskiego.
  - były środkowoafrykański dyktator Jean-Bédel Bokassa został skazany na karę śmierci.
  - premiery filmów: Predator w reżyserii Johna McTiernana i Czarownice z Eastwick w reżyserii George’a Millera.
- 14 czerwca – przedterminowe wybory parlamentarne we Włoszech przyniosły niewielkie zmiany w składzie parlamentu.
- 15 czerwca:
  - w Chile miała miejsce operacja „Albania” (znana też jako „masakra w Boże Ciało”) podczas której agenci pinochetowskiej tajnej policji politycznej CNI zamordowali 12 osób.
  - Uta Ranke-Heinemann, pierwsza w świecie kobieta dopuszczona do wykładania teologii katolickiej została pozbawiona katedry.
- 19 czerwca:
  - 21 osób zginęło, a 45 zostało rannych w zamachu bombowym dokonanym przez ETA na parkingu przed supermarketem w Barcelonie.
  - w katastrofie samolotu pasażerskiego Jak-40 w Berdiańsku na Ukrainie zginęło 8 spośród 29 osób na pokładzie.
- 26 czerwca – 50 osób zginęło w katastrofie samolotu Hawker Siddeley 748 na Filipinach.

### Lipiec
- 1 lipca:
  - Dania objęła prezydencję w Radzie Unii Europejskiej.
  - wszedł w życie Jednolity Akt Europejski (JAE).
  - rozpoczęto drążenie tunelu pod kanałem La Manche.
- 4 lipca – we Francji były szef Gestapo Klaus Barbie otrzymał wyrok dożywotniego więzienia za zbrodnie przeciwko ludzkości.
- 11 lipca – według danych ONZ liczba ludności na Ziemi przekroczyła 5 000 000 000.
- 22 lipca – w Rzymie, Marokańczyk Saïd Aouita ustanowił rekord świata w biegu na 5000 m wynikiem 12.58,39 s.
- 26 lipca – Irlandczyk Stephen Roche wygrał w kolarskim wyścigu Tour de France.
- 28 lipca – Giovanni Goria został premierem Włoch.
- 29 lipca – premier Margaret Thatcher i prezydent François Mitterrand podpisali umowę o budowie tunelu pod Kanałem La Manche.

### Sierpień
- 7 sierpnia – 106 osób (w tym wiele dzieci wracających z letnich kolonii) zginęło w katastrofie kolejowej w Kamieńsku Szachtyńskim, w południowej Rosji.
- 13 sierpnia:
  - prezydent USA Ronald Reagan wziął na siebie odpowiedzialność za aferę Iran-Contras.
  - doszło do skażenia jądrowego częścią aparatu do radioterapii wyniesioną ze szpitala w brazylijskiej Goiânii. Zginęły 4 osoby, a 22 zostały napromieniowane.
- 16 sierpnia – w katastrofie MD-82 pod Detroit zginęło 156 osób.
- 17 sierpnia – w więzieniu Spandau w Berlinie Zachodnim popełnił samobójstwo skazany na dożywotnie pozbawienie wolności 93-letni Rudolf Hess, zastępca Hitlera w NSDAP do 1941 roku.
- 19 sierpnia – w angielskim Hungerford 27-letni robotnik Michael Robert Ryan zastrzelił 16 osób, w tym swoją matkę i ranił następnych 15, po czym popełnił samobójstwo.
- 27 sierpnia – na Filipinach doszło do nieudanej próby obalenia przez wojsko prezydent Corazon Aquino.
- 30 sierpnia – podczas Mistrzostw Świata w Lekkoatletyce, Bułgarka Stefka Kostadinowa skacząc na wysokość 2,09 m ustanowiła rekord świata w skoku wzwyż.
- 31 sierpnia – ukazał się album Bad Michaela Jacksona, aż pięć piosenek z niego znalazło się na pierwszym miejscu listy przebojów magazynu „Billboard”.

### Wrzesień
- 2 września – w Moskwie rozpoczął się proces niemieckiego pilota Mathiasa Rusta, który w maju wylądował samolotem na placu Czerwonym.
- 7 września – Erich Honecker jako pierwszy w historii przywódca NRD przybył z oficjalną wizytą do RFN.
- 10 września – Mengystu Hajle Marjam został pierwszym prezydentem Etiopii.
- 11 września – został zastrzelony jamajski muzyk reggae Peter Tosh.
- 13 września – doszło do skażenia jądrowego częścią aparatu do radioterapii wyniesioną ze szpitala w brazylijskiej Goiânii. Zginęły 4 osoby, a 22 zostały napromieniowane.
- 16 września:
  - uzgodniono i otwarto do ratyfikacji Protokół Montrealski, przewidujący stopniową rezygnację z produkcji i użycia freonu.
  - zaprezentowano Škodę Favorit.
- 18 września – wejściem na Sziszapangmę wraz z Wandą Rutkiewicz, Arturem Hajzerem i Ryszardem Wareckim Jerzy Kukuczka zdobył – jako drugi po Reinholdzie Messnerze – „Koronę Himalajów”.
- 22 września – odbyła się premiera serialu Pełna chata w telewizji NBC.
- 27 września – założono Węgierskie Forum Demokratyczne (MDF).
- 30 września – Mohammad Nadżibullah został prezydentem Afganistanu.

### Październik
- 6 października – Fidżi stało się republiką.
- 14 października – doszło do krachu na Wall Street.
- 15 października – prezydent Burkina Faso Thomas Sankara zginął w czasie zamachu stanu, którym kierował późniejszy prezydent Blaise Compaoré.
- 19 października – „czarny poniedziałek” na giełdach. Giełda w Nowym Jorku zanotowała jeden z najwyższych spadków kursów w historii, w ślad za nią silne spadki nastąpiły na giełdach europejskich i dalekowschodnich.
- 25 października – włoski lekarz i naukowiec Giuseppe Moscati został kanonizowany przez Jana Pawła II.

### Listopad
- 7 listopada – premier Tunezji Zajn al-Abidin ibn Ali obalił prezydenta Habiba Burgibę.
- 8 listopada – podczas obchodów brytyjskiego Dnia Pamięci w Enniskillen (Irlandia Północna), bomba podłożona przez IRA zabiła 11 osób.
- 11 listopada – Irysy Vincenta van Gogha sprzedane na aukcji za sumę 53,9 mln USD (wliczając 10% prowizję domu aukcyjnego).
- 18 listopada:
  - Pożar na stacji metra Kings Cross w Londynie spowodował śmierć trzydziestu osób.
  - premiera filmu Ostatni cesarz.
- 22 listopada – nieznani sprawcy przechwycili sygnał telewizyjny stacji WGN-TV i WWTV w Chicago, zastępując program nagraniem przedstawiającym niezidentyfikowaną osobę noszącą maskę i kostium Maxa Headrooma[7][8][9][10].
- 25 listopada – palestyński terrorysta przedarł się samochodem na teren izraelskiej bazy wojskowej w pobliżu Kirjat Szemona. Zanim sam zginął, zabił przy użyciu granatów ręcznych i broni maszynowej siedmiu żołnierzy, a ośmiu ranił.
- 28 listopada – południowoafrykański Boeing 747 spadł do Oceanu Indyjskiego u wybrzeży Mauritiusa; zginęło 159 osób.
- 29 listopada – 155 osób zginęło po wybuchu bomby zegarowej podłożonej przez agentów północnokoreańskich na pokładzie południowokoreańskiego Boeinga 707, lecącego nad Morzem Andamańskim.

### Grudzień
- 2 grudnia – wyemitowano pierwszy odcinek serialu Wojownicze Żółwie Ninja, emitowanego do 10 listopada 1996.
- 7 grudnia:
  - kanadyjskie linie lotnicze Air Canada stały się pierwszym na świecie przewoźnikiem, który zabronił palenia tytoniu na pokładzie swoich samolotów.
  - 43 osoby zginęły w katastrofie samolotu BAe 146, lecącego z Los Angeles do San Francisco.
- 8 grudnia:
  - prezydent USA Ronald Reagan i przywódca ZSRR Michaił Gorbaczow podpisali traktat o całkowitej likwidacji pocisków rakietowych krótkiego i średniego zasięgu (traktat INF).
  - w jednym z urzędów pocztowych w Melbourne 22-letni szaleniec Frank Vitkovic zastrzelił 8 osób, zranił 5, po czym popełnił samobójstwo.
- 9 grudnia:
  - Zachodni Brzeg i Strefa Gazy: rozpoczęła się pierwsza intifada – powstanie Palestyńczyków przeciwko izraelskiej okupacji Cisjordanii i wschodniej Jerozolimy.
  - premiera filmu Imperium słońca.
- 11 grudnia – abp Michel Sabbah został łacińskim patriarchą Jerozolimy.
- 16 grudnia – premiera filmu Wpływ księżyca.
- 18 grudnia – zniesiono karę śmierci w NRD.
- 20 grudnia:
  - na Filipinach ponad 4 tys. osób zginęło w wyniku kolizji promu pasażerskiego „Doña Paz” z tankowcem.
  - u wybrzeży Kuby rozbity został polski jacht Dar Przemyśla, na którym Henryk Jaskuła jako pierwszy Polak opłynął samotnie Ziemię bez zawijania do portów.
- 23 grudnia – premiera filmu Good Morning, Vietnam.
- 26 grudnia – otwarto pierwszy odcinek metra w rosyjskiej Samarze.
- 29 grudnia – radziecki kosmonauta Jurij Romanienko powrócił na Ziemię po spędzeniu rekordowych 326 dni na pokładzie stacji orbitalnej Mir.
- 30 grudnia – papież Jan Paweł II wydał encyklikę Sollicitudo rei socialis.
- 31 grudnia – Robert Mugabe został prezydentem Zimbabwe.

## Urodzili się
- 1 stycznia:
  - Szarif Aszraf, egipski piłkarz
  - Nino Baciaszwili, gruzińska szachistka
  - Gia Coppola, amerykańska aktorka, reżyserka i scenarzystka filmowa, fotografka, projektantka mody
  - Meryl Davis, amerykańska łyżwiarka figurowa
  - Nana Dzagnidze, gruzińska szachistka
  - Patric Hörnqvist, szwedzki hokeista
  - Igor Łysyj, rosyjski szachista
  - Tangat Nöserbajew, kazachski piłkarz
  - Abdullah Omar, bahrajński piłkarz pochodzenia czadyjskiego
  - Serdar Özkan, turecki piłkarz
  - Grzegorz Pająk, polski siatkarz
- 2 stycznia:
  - Witalij Anikiejenko, rosyjski hokeista (zm. 2011)
  - Konstantin Čupković, serbski siatkarz
  - Rok Drakšič, słoweński judoka
  - Nađa Higl, serbska pływaczka
  - Dioko Kaluyituka, kongijski piłkarz
  - Lauren Storm, amerykańska aktorka
- 3 stycznia:
  - Adrián, hiszpański piłkarz, bramkarz
  - Reto Berra, szwajcarski hokeista, bramkarz
  - Eva Copa, boliwijska polityczka
  - Szymon Staśkiewicz, polski pięcioboista nowoczesny
  - Jacek Stopa, polski szachista
- 4 stycznia:
  - Laura-Mary Carter, brytyjska wokalistka, gitarzystka i tekściarka[11]
  - Marissa Coleman, amerykańska koszykarka
  - Maria Ikelap, mikronezyjska lekkoatletka, sprinterka
  - Joanna Operskalska, polska piłkarka
  - Aboubakar Oumarou, kameruński piłkarz
  - Danny Simpson, angielski piłkarz
  - Przemysław Tytoń, polski piłkarz, bramkarz
  - Kay Voser, szwajcarski piłkarz
- 5 stycznia:
  - Baha’a Abdul-Rahman, jordański piłkarz
  - Migjen Basha, albański piłkarz
  - Kristin Cavallari, amerykańska aktorka
  - Petr Janda, czeski piłkarz
  - Jason Mitchell, amerykański aktor
  - Alexander Salák, czeski hokeista, bramkarz
  - Solomon, amerykański raper, producent muzyczny
- 6 stycznia:
  - Gemma Gibbons, brytyjska judoczka
  - Josh Holmes, australijski rugbysta
  - Muna Jabir Adam, sudańska lekkoatletka, płotkarka
  - Bongani Khumalo, południowoafrykański piłkarz
  - Daniel Ritchie, brytyjski wioślarz
  - Edino Steele, jamajski lekkoatleta, sprinter
  - Tan Miao, chińska pływaczka
  - Miguel Vázquez, meksykański bokser
  - Zhang Lin, chiński pływak
- 7 stycznia:
  - Davide Astori, włoski piłkarz
  - Hassan Bashir, pakistański piłkarz
  - Lyndsy Fonseca, amerykańska aktorka
  - Michael McGlinchey, nowozelandzki piłkarz
  - Serena Ortolani, włoska siatkarka
  - Sirusho, ormiańska piosenkarka
  - Ben Starosta, polski piłkarz
- 8 stycznia:
  - Cao Zhen, chińska tenisistka stołowa
  - Monica De Gennaro, włoska siatkarka
  - Francesco Dell’uomo, włoski skoczek do wody
  - Irina Ektowa, kazachska lekkoatletka, trójskoczkini
  - Carmen Klaschka, niemiecka tenisistka
  - Freddie Stroma, brytyjski aktor, model pochodzenia niemiecko-szwedzkiego
  - Zeng Cheng, chiński piłkarz, bramkarz
- 9 stycznia:
  - Lucas Leiva, brazylijski piłkarz
  - Paolo Nutini, szkocki piosenkarz pochodzenia włoskiego
  - Ołena Pidhruszna, ukraińska biathlonistka
  - Marta Wątor, polska szablistka
  - Dariusz Wieteska, polski aktor
- 11 stycznia:
  - Danuta Kozák, węgierska kajakarka
  - Ana Salnikowa, gruzińska pływaczka
  - Arkadiusz Świechowski, polski siatkarz
  - Mari Tanaka, japońska tenisistka
  - Jamie Vardy, angielski piłkarz
  - Steven Vitória, kanadyjski piłkarz pochodzenia portugalskiego
- 12 stycznia:
  - Daniella Jeflea, australijska tenisistka
  - Ilja Jeżow, rosyjski hokeista, bramkarz
  - Hamady N’Diaye, senegalski koszykarz
  - Iván Nova, dominikański baseballista
  - Naya Rivera, amerykańska piosenkarka, aktorka (zm. 2020)
  - Hisayoshi Satō, japoński pływak
  - Salvatore Sirigu, włoski piłkarz, bramkarz
- 13 stycznia – Lee Seung-gi, południowokoreański piosenkarz i aktor
- 14 stycznia:
  - Dennis Aogo, niemiecki piłkarz pochodzenia nigeryjskiego
  - Gizem Karadayı, turecka siatkarka
  - Chen Qian, chińska pięcioboistka nowoczesna
  - Riegina Moroz, rosyjska siatkarka
  - Elena Scarpellini, włoska lekkoatletka, tyczkarka
- 15 stycznia:
  - Anđela Bulatović, czarnogórska piłkarka ręczna
  - Danny Caluag, amerykańsko-filipiński kolarz BMX
  - Aaron Clapham, nowozelandzki piłkarz
  - Alexander Gustafsson, szwedzki bokser, zawodnik MMA
  - Tsegay Kebede, etiopski lekkoatleta, maratończyk
  - Kelly Kelly, amerykańska modelka, wrestlerka
  - Jesus Luz, brazylijski aktor, didżej, model
  - Remigiusz Mróz, polski prawnik, pisarz
  - Michael Seater, kanadyjski aktor
  - Marta Urbaniak, polska koszykarka
  - Oussama El Gharib, marokański piłkarz
- 16 stycznia:
  - Keon Daniel, trynidadzko-tobagijski piłkarz
  - Jake Epstein, kanadyjski aktor
  - Andrij Karpow, ukraiński żużlowiec
  - Floortje Meijners, holenderska siatkarka
  - Park Joo-ho, południowokoreański piłkarz
  - Piotr Żyła, polski skoczek narciarski
- 17 stycznia:
  - Wiktorija Mirczewa, ukraińska koszykarka
  - Simone Ponzi, włoski kolarz szosowy
  - Svetlana Radzivil, uzbecka lekkoatletka, skoczkini wzwyż
  - Ołeksandr Usyk, ukraiński bokser
- 20 stycznia – Przemysław Krajewski, polski piłkarz ręczny
- 21 stycznia:
  - Tariku Bekele, etiopski lekkoatleta, długodystansowiec
  - Aida Hadžialić, szwedzka polityk
  - Nikola Jeftić, serbski koszykarz
  - Hanna Konsek, polska piłkarka
  - Sun Shengnan, chińska tenisistka
  - Dominika Urbaniak, polska koszykarka
  - Maša Zec Peškirič, słoweńska tenisistka
- 22 stycznia:
  - Astrid Jacobsen, norweska biegaczka narciarska
  - Dmitrij Kombarow, rosyjski piłkarz
  - Kiriłł Kombarow, rosyjski piłkarz
  - Shane Long, irlandzki piłkarz
  - Erik Pfeifer, niemiecki bokser
- 23 stycznia:
  - Teodora Andreewa, bułgarska modelka, piosenkarka
  - Whitney Boddie, amerykańska koszykarka
  - Leo Komarov, fiński hokeista pochodzenia estońsko-rosyjskiego
  - Anzor Uriszew, rosyjski zapaśnik
- 24 stycznia:
  - Wayne Hennessey, walijski piłkarz, bramkarz
  - Paulina Kawalec, polska piłkarka
  - Władisław Skobielew, rosyjski biegacz narciarski
  - Luis Suárez, urugwajski piłkarz
  - Kia Vaughn, amerykańsko-czeska koszykarka
  - Zheng Lulu, chińska kolarka torowa
- 25 stycznia:
  - Hafsia Herzi, francuska aktorka pochodzenia tunezyjsko-algierskiego
  - Nurdan Karagöz, turecka sztangistka
  - Marija Kirilenko, rosyjska tenisistka
  - Daniel Larsson, szwedzki piłkarz
  - Youssuf Mulumbu, kongijski piłkarz
  - Jizelle Salandy, trynidadzko-tobagijska pięściarka (zm. 2009)
- 27 stycznia:
  - Dienis Głuszakow, rosyjski piłkarz
  - Katy Rose, amerykańska piosenkarka
  - Anton Szunin, rosyjski piłkarz, bramkarz
  - Hannah Teter, amerykańska snowboardzistka
  - Kristi Toliver, amerykańsko-słowacka koszykarka
- 28 stycznia:
  - Alexandria Anderson, amerykańska lekkoatletka, sprinterka
  - Michaił Kierżakow, rosyjski piłkarz, bramkarz
  - Matteo Martino, włoski siatkarz
  - Andreas Messing, szwedzki żużlowiec
- 29 stycznia:
  - José Abreu, kubański baseballista
  - Alex Avila, amerykański baseballista
  - Gao Chang, chińska pływaczka
  - Javier Hernán García, argentyński piłkarz, bramkarz
  - Vladimír Mihálik, słowacki hokeista
  - Justyna Schneider, polska aktorka
  - Sergiu Toma, mołdawski judoka
  - Tom Wandell, szwedzki hokeista
  - Dominika Żółtańska, polska siatkarka
- 30 stycznia:
  - Anna Grzesiak, polska triathlonistka
  - Amanda Lightfoot, brytyjska biathlonistka
  - Jackson Mullane, australijski rugbysta, aktor
  - Marta Sęga, polska piłkarka
  - Arda Turan, turecki piłkarz
  - Matthías Vilhjálmsson, islandzki piłkarz
  - Agnieszka Wojtkowska, polska badmintonistka
- 31 stycznia:
  - Stephanie Bengson, australijska tenisistka
  - Dmitrij Iljinych, rosyjski siatkarz
  - Marcus Mumford, brytyjski muzyk, kompozytor, wokalista, członek zespołu Mumford & Sons
  - Victor Ortiz, amerykański bokser
  - Oksana Szaczko, ukraińska malarka, działaczka na rzecz praw człowieka i równouprawnienia kobiet (zm. 2018)
- 1 lutego:
  - Sebastian Boenisch, polsko-niemiecki piłkarz
  - Richard Gynge, szwedzki hokeista
  - Anwar Junusow, tadżycki bokser
  - Heather Morris, amerykańska tancerka, aktorka
  - Costel Pantilimon, rumuński piłkarz, bramkarz
  - Giuseppe Rossi, włoski piłkarz
  - Ronda Rousey, amerykańska judoczka
  - Wu Jingyu, chińska taekwondzistka
- 2 lutego:
  - Anthony Faingaʻa, australijski rugbysta
  - Saia Faingaʻa, australijski rugbysta
  - Gerard Piqué, hiszpański piłkarz
  - Faydee, australisjski piosenkarz i producent muzyczny
- 3 lutego:
  - Elvana Gjata, albańska piosenkarka
  - Marcel Haščák, słowacki hokeista
  - Katarzyna Zaroślińska, polska siatkarka
- 4 lutego:
  - Dawid Banaszek, polski rugbysta
  - Aleksandra Dawidowicz, polska kolarka górska
  - Benjamin Lang, francuski wioślarz
  - Darren O’Dea, irlandzki piłkarz
  - Lucie Šafářová, czeska tenisistka
- 5 lutego:
  - Ousmane Berthé, malijski piłkarz
  - Adéla Bruns, czeska strzelczyni sportowa
  - Pamela Cartagena, portorykańska siatkarka
  - Darren Criss, amerykański aktor, piosenkarz, kompozytor
  - Özge Gürel, turecka aktorka
  - Curtis Jerrells, amerykański koszykarz
  - Szaj Maestro, izraelski pianista jazzowy
  - Linus Omark, szwedzki hokeista
  - Olli Pekkala, fiński skoczek narciarski
- 6 lutego:
  - Pedro Álvarez, dominikański baseballista
  - Marija Fominych, rosyjska szachistka
  - Hayato Ichihara, japoński aktor
  - Miika Lahti, fiński hokeista
  - Jackson Mwanza, zambijski piłkarz
  - Danijela Nikić, bośniacka siatkarka
  - Monika Olkiewicz, polska lekkoatletka, skoczkini w dal
  - Sarah Stork, niemiecka aktorka
  - Travis Wood, amerykański baseballista
- 7 lutego:
  - Cynthia Barboza, amerykańska siatkarka pochodzenia kabowerdyjskiego
  - Joel Freeland, brytyjski koszykarz
  - Achmad Jufriyanto, indonezyjski piłkarz
  - Kerli Kõiv, estońska piosenkarka
  - Marina Nakamura, japońska piosenkarka
- 8 lutego:
  - Karolina Bulak, polska łyżwiarka figurowa
  - Javi García, hiszpański piłkarz
  - Anna Hajdukowa, ukraińska wioślarka
  - Omar Henry, amerykański bokser (zm. 2013)
  - Jessica Jerome, amerykańska skoczkini narciarska
  - Carolina Kostner, włoska łyżwiarka figurowa
  - Houda Miled, tunezyjska judoczka
  - Jolanta Zawadzka, polska szachistka
- 9 lutego:
  - Henry Cejudo, amerykański zapaśnik
  - Dorota Kika, polska szachistka
  - Rose Leslie, brytyjska aktorka
  - Magdalena Neuner, niemiecka biathlonistka
  - Krzysztof Rymszewicz, polski aktor, wokalista
- 10 lutego:
  - Devon Alexander, amerykański bokser
  - Serhij Bubka, ukraiński tenisista
  - Arif Daşdəmirov, azerski piłkarz
  - Poli Genowa, bułgarska piosenkarka
  - Jakub Jarosz, polski siatkarz
  - Jakub Kindl, czeski hokeista
  - Sirażudin Magomiedow, rosyjski judoka
  - Facundo Roncaglia, argentyński piłkarz
  - Maciej Sarnacki, polski judoka
  - Mateusz Szczepaniak, polski żużlowiec
  - Yuja Wang, chińska pianistka
- 11 lutego:
  - Luca Antonelli, włoski piłkarz
  - Matt Besler, amerykański piłkarz
  - José Callejón, hiszpański piłkarz
  - Juanmi Callejón, hiszpański piłkarz
  - Cheng Shuang, chińska narciarka dowolna
  - Ellen van Dijk, holenderska kolarka szosowa i torowa
  - Beat Feuz, szwajcarski narciarz alpejski
  - Martyna Martynowicz, polska judoczka
  - Jan Smeekens, holenderski łyżwiarz szybki
  - Lembi Vaher, estońska lekkoatletka, tyczkarka
  - Ervin Zukanović, bośniacki piłkarz
- 12 lutego:
  - Radanfah Abu Bakr, trynidadzko-tobagijski piłkarz
  - Krzysztof Bulski, polski szachista (zm. 2020)
  - Jérémy Chardy, francuski tenisista
  - Claudia Ciesla, niemiecka modelka, fotomodelka, piosenkarka, aktorka niezawodowa pochodzenia polskiego
  - Jessica Fu, peruwiańska lekkoatletka, tyczkarka
  - Goce Georgiewski, macedoński piłkarz ręczny
  - Guilherme Guido, brazylijski piłkarz
  - Antonín Hájek, czeski skoczek narciarski (zm. ok. 2022/2023)
  - Anna Hopkins, kanadyjska aktorka
  - Lanberry, polska piosenkarka, autorka tekstów, kompozytorka
  - Vadim Menkov, uzbecki kajakarz
  - Vilija Sereikaitė, litewska kolarka torowa i szosowa
  - Hafdís Sigurdjardóttir, islandzka lekkoatletka, skoczkini w dal
  - Yang Xu, chiński piłkarz
- 14 lutego:
  - Edinson Cavani, urugwajski piłkarz
  - Julija Sawiczewa, rosyjska piosenkarka
  - Candice Wiggins, amerykańska koszykarka
  - Ilja Zubow, rosyjski hokeista
- 15 lutego:
  - Olga Bukriejewa, rosyjska siatkarka
  - Shawn Martín, salwadorski piłkarz pochodzenia nikaraguańskiego
  - Wiktorija Szmatowa, ukraińska koszykarka
  - Vernon Taylor, amerykański koszykarz
- 16 lutego:
  - Willy Aubameyang, gaboński piłkarz
  - Luc Bourdon, kanadyjski hokeista
  - Leslie Cole, amerykańska lekkoatletka, sprinterka
  - Mauricio Hénao, kolumbijsko-amerykański aktor, model
  - Karina Lipiarska-Pałka, polska łuczniczka
  - Jon Ossoff, amerykański polityk, senator
  - Rashid Qurbonov, uzbecki zapaśnik
  - Marta Sobolska, polska siatkarka
  - Hasheem Thabeet, tanzański koszykarz
- 18 lutego:
  - Jasmin Burić, bośniacki piłkarz, bramkarz
  - Skin Diamond, amerykańska aktorka pornograficzna
  - Cristian Tănase, rumuński piłkarz
- 19 lutego:
  - Abdorreza Alizade, irański siatkarz
  - Martin Büchel, liechtensteiński piłkarz
  - Anna Cappellini, włoska łyżwiarka figurowa
  - Alexandra Eremia, rumuńska gimnastyczka
  - Beñat Etxebarria, hiszpański piłkarz narodowości baskijskiej
  - Kevin Lalande, kanadyjski hokeista
  - Josh Reddick, amerykański baseballista
- 20 lutego:
  - Erol Bilgin, turecki sztangista
  - Estrella Cabeza Candela, hiszpańska tenisistka
  - Martin Hanzal, czeski hokeista
  - James Johnson
  - Miles Teller, amerykański aktor
  - Elīna Tetere, łotewska siatkarka
- 21 lutego:
  - Burgess Abernethy, australijski aktor
  - Carlos Carmona, chilijski piłkarz
  - Ashley Greene, amerykańska aktorka, modelka
  - Elliot Page, kanadyjski aktor
  - Maciej Sulka, polski hokeista
- 23 lutego:
  - Ab-Soul, amerykański raper
  - Edmond Agius, maltański piłkarz
  - Vitaliy Denisov, uzbecki piłkarz pochodzenia rosyjskiego
  - Aleksandra Fiedorowa, rosyjska wioślarka
  - Ucza Lobżanidze, gruziński piłkarz
  - Michał Majewski, polski florecista
  - Xue Ming, chińska siatkarka
  - Paola Ramírez, kostarykańska siatkarka
  - Tsukasa Umesaki, japoński piłkarz
- 24 lutego:
  - Mario Suárez, hiszpański piłkarz
  - Ashley Walker, amerykańska koszykarka
  - Irina Zabłudina, rosyjska judoczka
- 25 lutego:
  - Fahd al-Ansari, kuwejcki piłkarz
  - Mevlüt Erdinç, turecki piłkarz
  - Yu Hanchao, chiński piłkarz
  - Kinga Kantorska, polska wioślarka
  - Karolina Pitoń, polska biathlonistka
  - Andrew Poje, kanadyjski łyżwiarz figurowy
- 26 lutego:
  - Julia Bond, amerykańska aktorka pornograficzna
  - Juraj Kucka, słowacki piłkarz
  - Stanisław Melnykow, ukraiński lekkoatleta, płotkarz
  - Mehrdad Puladi, irański piłkarz
  - Rover, polski raper
  - Justyna Świerczyńska, polska lekkoatletka, chodziarka
- 27 lutego:
  - Wałerij Andrijcew, ukraiński zapaśnik
  - Michał Bartczak, polski piłkarz ręczny
  - Florence Jebet Kiplagat, kenijska lekkoatletka, biegaczka długodystansowa
  - Nudnida Luangnam, tajska tenisistka
  - Maximiliano Moralez, argentyński piłkarz
  - Paweł Szefernaker, polski polityk, poseł na Sejm RP
- 28 lutego:
  - Anabelle Acosta, amerykańska aktorka
  - Antonio Candreva, włoski piłkarz
  - Josh McRoberts, amerykański koszykarz
  - Andreas Nödl, austriacki hokeista
  - Mirna Ortiz, gwatemalska lekkoatletka, chodziarka
  - Sabrina Vega Gutiérrez, hiszpańska szachistka
- 1 marca:
  - Kesha, amerykańska piosenkarka
  - Danica Krstajić, czarnogórska tenisistka
  - Anne Schäfer, niemiecka tenisistka
  - Emma Twigg, nowozelandzka wioślarka
  - Anna Urbicka, polska lekkoatletka, oszczepniczka
- 2 marca:
  - Jonas Jerebko, szwedzki koszykarz pochodzenia rosyjsko-ormiańskiego
  - Sebastian Małkowski, polski piłkarz, bramkarz
  - Solomon Okoronkwo, nigeryjski piłkarz
  - Nukri Rewiszwili, gruziński piłkarz, bramkarz
  - Pau Ribas, hiszpański koszykarz
  - Yan Ni, chińska siatkarka
  - Ksienija Zadorina, rosyjska lekkoatletka, sprinterka
- 3 marca:
  - Shraddha Kapoor, indyjska aktorka, piosenkarka
  - Katarzyna Moś, polska piosenkarka, kompozytorka, autorka tekstów
  - Lasse Nielsen, duński piłkarz
  - Rok Štraus, słoweński piłkarz
  - Daniel Tagoe, kirgiski piłkarz pochodzenia ghańskiego
  - Andriej Zubariew, rosyjski hokeista
- 4 marca – Aaron Cel, polski koszykarz, posiadający także francuskie obywatelstwo
- 5 marca:
  - Anna Czakwetadze, rosyjska tenisistka pochodzenia gruzińskiego
  - Chloé Henry, belgijska lekkoatletka, tyczkarka
  - Blaž Kavčič, słoweński tenisista
  - Liang Wenbo, chiński snookerzysta
- 6 marca:
  - Mário Bližňák, słowacki hokeista
  - Kevin-Prince Boateng, ghański piłkarz
  - Hannah England, brytyjska lekkoatletka, biegaczka średniodystansowa
  - Monika Gorzewska, polska siatkarka
  - Facundo Santucci, argentyński siatkarz
  - Jamie Timony, australijski aktor, muzyk
- 7 marca:
  - Hatem Ben Arfa, francuski piłkarz pochodzenia tunezyjskiego
  - Niclas Bergfors, szwedzki hokeista
  - Eleni Fureira, grecka aktorka, piosenkarka, tancerka, projektantka mody
  - Dienis Galimzianow, rosyjski kolarz szosowy
  - Elnur Hüseynov, azerski piosenkarz
  - Miloš Krstić, serbski piłkarz
  - Aleksiej Pugin, rosyjski piłkarz
- 8 marca:
  - Caleb Brown, australijski rugbysta
  - Joonas Ikonen, fiński skoczek narciarski
- 9 marca:
  - Bow Wow, amerykański raper, aktor
  - Luigi Bruins, holenderski piłkarz
  - Daniel Hudson, amerykański baseballista
  - Lucia Plaváková, słowacka polityczka
  - Pirmin Schwegler, szwajcarski piłkarz
  - Andrew Tennant, brytyjski kolarz szosowy i torowy
- 10 marca:
  - Abdallah Deeb, jordański piłkarz
  - Vavřinec Hradilek, czeski kajakarz górski
  - Jowita Jaroszewicz, polska siatkarka
  - Miroje Jovanović, czarnogórski piłkarz
  - Ebba Jungmark, szwedzka lekkoatletka, skoczkini wzwyż
  - Apakuki Maʻafu, tongański rugbysta
  - Tuukka Rask, fiński hokeista
  - Emeli Sandé, brytyjska piosenkarka, autorka tekstów
  - Māris Štrombergs, łotewski kolarz BMX
- 11 marca:
  - Krzysztof Kijas, polski motorowodniak
  - Andreas Kuffner, niemiecki wioślarz
  - Estefanía Villarreal, meksykańska aktorka
- 12 marca:
  - Baptiste Geiler, francuski siatkarz
  - Jessica Hardy, amerykańska pływaczka
  - Karolina Kaczmarek, polska koszykarka
  - Teymur Rəcəbov, azerski szachista
  - Wadim Szypaczow, rosyjski hokeista
- 13 marca:
  - Andreas Beck, niemiecki piłkarz
  - Sandra Chukwu, polska lekkoatletka, skoczkini w dal i trójskoczkini
  - Sebastian Forke, niemiecki kolarz szosowy
  - Anssi Jaakkola, fiński piłkarz, bramkarz
  - Zhang Peimeng, chiński lekkoatleta, sprinter
  - Joanna Płonowska, polska piłkarka
- 14 marca:
  - Christo Marinow, bułgarski zapaśnik
  - Maria Nowakowska, polska modelka, zdobywczyni tytułu Miss Polonia
  - Aravane Rezaï, francuska tenisistka pochodzenia irańskiego
- 16 marca:
  - Valerio Aspromonte, włoski florecista
  - Tiiu Kuik, estońska modelka
  - Giulia Pincerato, włoska siatkarka
  - Aleksandr Smyszlajew, rosyjski narciarz dowolny
  - Jamont Gordon, amerykański koszykarz
- 17 marca:
  - Jelena Ivezić, chorwacka koszykarka
  - Rob Kardashian, amerykański model, osobowość telewizyjna pochodzenia ormiańskiego
  - Ivana Lisjak, chorwacka tenisistka
  - Dragoslav Papić, serbski koszykarz
  - Bobby Ryan, amerykański hokeista
  - Reineris Salas, kubański zapaśnik
- 18 marca:
  - Adis Jahowiḱ, północnomacedoński piłkarz
  - Łukasz Janoszka, polski piłkarz
  - Gabriel Mercado, argentyński piłkarz
  - C.J. Miles, amerykański koszykarz
  - Selemani Ndikumana, burundyjski piłkarz
  - Arnd Peiffer, niemiecki biathlonista
  - Rebecca Soni, amerykańska pływaczka
  - Dmitrij Tarasow, rosyjski piłkarz
  - Mauro Zárate, argentyński piłkarz
- 19 marca:
  - Amélie Despeaux, francuska kolarka BMX
  - Ding Feng, chiński strzelec sportowy
  - Roman Eremenko, fiński piłkarz pochodzenia rosyjskiego
  - Magnus Krog, norweski narciarz, specjalista kombinacji norweskiej
  - Josie Loren, amerykańska aktorka
  - Dmitrij Małyszko, rosyjski biathlonista
  - Miyako Sumiyoshi, japońska łyżwiarka szybka (zm. 2018)
  - Miloš Teodosić, serbski koszykarz
- 20 marca:
  - Jon Brockman, amerykański koszykarz
  - James Foad, brytyjski wioślarz
  - Marcin Januszkiewicz, polski aktor, wokalista
  - Jô, brazylijski piłkarz
  - Siarhiej Kascicyn, białoruski hokeista
  - Cristian Noriega, gwatemalski piłkarz
  - Ewelina Ptak, polska lekkoatletka, sprinterka
  - Kangana Ranaut, indyjska aktorka
  - Jure Škoberne, słoweński szachista
- 21 marca:
  - Jurij Riazanow, rosyjski gimnastyk (zm. 2009)
  - Alina Wojtas, polska piłkarka ręczna
- 22 marca:
  - Rusłan Biełchorojew, rosyjski zapaśnik
  - Ike Davis, amerykański baseballista
  - Andreas Haider-Maurer, austriacki tenisista
  - Paulina Maj-Erwardt, polska siatkarka
  - Aleš Mertelj, słoweński piłkarz
  - Ludovic Sané, senegalski piłkarz
  - Rima Taha Farid, jordańska lekkoatletka, skoczkini w dal i trójskoczkini
  - Ayoub Skouma, marokański piłkarz
- 24 marca:
  - Michał Błoński, polski siatkarz
  - Juan Diego Covarrubias, meksykański aktor
  - Guy Dupuy, francuski koszykarz
  - Hao Junmin, chiński piłkarz
  - Franziska Hildebrand, niemiecka biathlonistka
  - Stefanie Hildebrand, niemiecka biathlonistka
  - Ramires, brazylijski piłkarz
  - María Valverde, hiszpańska aktorka
  - Ryszard Wilk, polski przedsiębiorca, polityk, poseł na Sejm RP
- 25 marca:
  - Duygu Bal, turecka siatkarka
  - Bruce Djite, australijski piłkarz
  - Abdalaati Iguider, marokański lekkoatleta, średniodystansowiec
  - Anton Krysanow, rosyjski hokeista
  - Adam Linowski, polski koszykarz
  - Victor Obinna, nigeryjski piłkarz
- 26 marca:
  - Alena Biernatowicz, białoruska siatkarka
  - Steven Fletcher, szkocki piłkarz
  - Marko Mirić, serbski piłkarz
  - Mareen von Römer, niemiecka siatkarka
  - Katarzyna Wysocka, polska siatkarka
- 27 marca:
  - Zaraah Abrahams, brytyjska aktorka
  - Alejandro Castro, meksykański piłkarz
  - Nadieżda Charczenko, rosyjska piłkarka
  - Polina Gagarina, rosyjska piosenkarka
  - Buster Posey, amerykański baseballista
  - Dawid Pyra, polski lekkoatleta, wieloboista
  - Patrik Zackrisson, szwedzki hokeista
- 28 marca:
  - Vaidas Baumila, litewski piosenkarz
  - Melinda Geiger, rumuńska piłkarka ręczna
  - Simeon Jackson, kanadyjski piłkarz pochodzenia jamajskiego
  - Kagney Linn Karter, amerykańska aktorka, modelka
  - Oļegs Laizāns, łotewski piłkarz
- 29 marca:
  - Mateusz Bartosz, polski koszykarz
  - Mohammad Samimi, irański lekkoatleta
  - Marc Valiente, hiszpański piłkarz narodowości katalońskiej
  - Dimitri Payet, francuski piłkarz
- 30 marca:
  - Aziz Bouhaddouz, marokański piłkarz
  - Calum Elliot, szkocki piłkarz
  - Josie Gabuco, filipińska pięściarka
  - Heather Miller-Koch, amerykańska lekkoatletka, wieloboistka
  - Marc-Édouard Vlasic, kanadyjski hokeista pochodzenia chorwackiego
- 31 marca – Georg Listing, basista niemieckiego zespołu Tokio Hotel
- 1 kwietnia:
  - Vitorino Antunes, portugalski piłkarz
  - Mackenzie Davis, kanadyjska aktorka
  - Ding Junhui, chiński snookerzysta
  - Kate Haywood, brytyjska pływaczka
  - Roxane Knetemann, holenderska kolarka torowa i szosowa
  - Andriej Korabiejnikow, kazachski hokeista
  - Mikko Lehtonen, fiński hokeista
  - Li Ting, chińska skoczkini do wody
  - Sandra Michalak, polska lekkoatletka, sprinterka i biegaczka średniodystansowa
  - José Ortigoza, paragwajski piłkarz
- 2 kwietnia:
  - Pablo Aguilar, paragwajski piłkarz
  - Martin Hollstein, niemiecki kajakarz
  - Waldemar Kaczmarek, polski siatkarz
  - Kim Kintziger, luksemburski piłkarz
  - Kamil Krieger, polski piłkarz ręczny
  - Molly Smitten-Downes, brytyjska piosenkarka, autorka tekstów, kompozytorka
- 4 kwietnia:
  - Johanna Danois, francuska lekkoatletka, sprinterka
  - Sami Khedira, niemiecki piłkarz pochodzenia tunezyjskiego
  - Michaela Stejskalová, czeska koszykarka
- 6 kwietnia:
  - Robin Haase, holenderski tenisista
  - Anna Júlia Donáth, węgierska polityk, eurodeputowana
  - Borki Predojević, bośniacki szachista
  - Hilary Rhoda, amerykańska modelka
- 7 kwietnia:
  - Alexis Love, amerykańska aktorka pornograficzna
  - April O’Neil, amerykańska aktorka pornograficzna
  - Jessica Steffens, amerykańska piłkarka wodna
  - Anna Wojtulewicz, polska lekkoatletka, biegaczka średniodystansowa
  - Hanka Wójciak, polska piosenkarka, kompozytorka, autorka tekstów
- 8 kwietnia:
  - Hanna Demydowa, ukraińska lekkoatletka, skoczkini w dal i trójskoczkini
  - Charmaine Lucock, australijska lekkoatletka, tyczkarka
- 9 kwietnia – Sandra Samos, polska aktorka
- 10 kwietnia:
  - Chen Yanchong, chińska tenisistka
  - Melissa Dalembert, kanadyjska koszykarka pochodzenia haitańskiego
  - Marija Grabowiecka, kazachska sztangistka
  - Shay Mitchell, kanadyjska aktorka
  - Esther Nwombe, kenijska siatkarka
- 11 kwietnia:
  - Lights, kanadyjska piosenkarka
  - Anna Sazonowa, rosyjska wioślarka
  - Joss Stone, brytyjska piosenkarka
- 12 kwietnia:
  - Michael Roll, amerykański koszykarz, posiadający także tunezyjskie obywatelstwo
  - Ilze Bortaščenoka, łotewska lekkoatletka, tyczkarka
  - Brendon Urie, wokalista amerykańskiej grupy Panic! at the Disco
- 13 kwietnia – Anika Leipold, niemiecka lekkoatletka, skoczkini w dal
- 14 kwietnia – Aleksandra Pasynkowa, rosyjska siatkarka
- 15 kwietnia:
  - Jenna Mohr, niemiecka skoczkini narciarska
  - Andrew Osadetz, kanadyjski skoczek narciarski
  - Alicja Sinicka, polska pisarka, autorka thrillerów psychologicznych i romansów
- 16 kwietnia:
  - Anna Jazykowa, rosyjska wioślarka
  - Friederike Thieme, niemiecka siatkarka
- 17 kwietnia – Jacqueline MacInnes Wood, kanadyjska aktorka, DJ-ka, piosenkarka i prezenterka telewizyjna
- 18 kwietnia:
  - Rosie Huntington-Whiteley, brytyjska aktorka, modelka
  - Sandra Lyng, norweska piosenkarka
  - Emanuela Salopek, chorwacka koszykarka
- 19 kwietnia:
  - Oksana Akińszyna, rosyjska aktorka
  - Marija Szarapowa, rosyjska tenisistka
- 20 kwietnia:
  - Anna Rossinelli, szwajcarska wokalistka, członkini zespołu Anne Claire
  - Sevim Sinmez Serbest, turecka lekkoatletka, skoczkini w dal i trójskoczkini
- 22 kwietnia – Agnieszka Miernik, polska lekkoatletka, biegaczka średniodystansowa
- 23 kwietnia – Matevž Šparovec, słoweński skoczek narciarski
- 24 kwietnia – Laurianne Delabarre, francuska siatkarka
- 25 kwietnia – Uroš Nikolić, serbski koszykarz
- 26 kwietnia:
  - Flore Gravesteijn, holenderska siatkarka
  - Yuki Ishikawa, japońska siatkarka
  - Jarmila Wolfe, australijska tenisistka
- 27 kwietnia:
  - Alexandra Lacrabère, francuska piłkarka ręczna
  - William Moseley, brytyjski aktor
  - Maxime De Zeeuw, belgijski koszykarz
- 28 kwietnia:
  - Laure Soulié, francuska biathlonistka
  - Robin Schulz, niemiecki DJ i producent muzyczny
  - Marcin Rams, polski dziennikarz i prezenter telewizyjny
- 29 kwietnia:
  - Sara Errani, włoska tenisistka
  - Alicia Morton, amerykańska aktorka, piosenkarka
  - Suelle Oliveira, brazylijska siatkarka
- 30 kwietnia:
  - Marta Bastianelli, włoska kolarka szosowa
  - Radzimir Dębski, polski kompozytor, dyrygent, producent muzyczny
  - Dia Ewtimowa, bułgarska tenisistka
  - Tamás Koltai, węgierski piłkarz
  - Dax McCarty, amerykański piłkarz
  - Alexandru Rosu, rumuński sztangista
  - Kaspar Taimsoo, estoński wioślarz
  - Nikki Webster, australijska piosenkarka, modelka, tancerka, aktorka
  - Dərya Zamanova, azerska siatkarka
- 1 maja:
  - Amon Djurhuus, farerski perkusista
  - Monika Migała, polska piłkarka ręczna
  - Szachar Pe’er, izraelska tenisistka
  - Aleksandra Szulc, polska amazonka
  - Primož Zupan, słoweński skoczek narciarski
- 2 maja:
  - Saara Aalto, fińska piosenkarka
  - Olha Dubrowina, ukraińska koszykarka
- 3 maja – Brando Vaʻaulu, australijski i samoański rugbysta
- 4 maja:
  - Zbigniew Bartman, polski siatkarz
  - Cesc Fàbregas, hiszpański piłkarz
  - Anna Koczetowa, rosyjska piłkarka ręczna
  - Ana Otasević, czarnogórska siatkarka
  - Maja Šćekić, serbska koszykarka
  - Mandy Wigger, szwajcarska siatkarka
- 7 maja:
  - Lina Maftei, mołdawska lekkoatletka, tyczkarka
  - Adysângela Moniz, judoczka z Republiki Zielonego Przylądka
  - Stefan Read, kanadyjski skoczek narciarski
- 8 maja – Jovana Rad, serbska koszykarka
- 9 maja:
  - Grigorij Falko, rosyjski pływak
  - Tamás Kiss, węgierski kajakarz, kanadyjkarz
  - Maria Machowska, polska skrzypaczka
  - Adysângela Moniz, judoczka z Republiki Zielonego Przylądka
  - Nanjangud Shivananju Manju, indyjski piłkarz
  - Terry Reintke, niemiecka polityk
- 10 maja:
  - Wilson Chandler, amerykański koszykarz
  - Allie Haze, amerykańska aktorka pornograficzna
  - Paulina Misiek, polska koszykarka
- 11 maja – Lachie Turner, australijski rugbysta
- 12 maja:
  - Nejc Frank, słoweński skoczek narciarski
  - Esther Mwombe, kenijska siatkarka
- 13 maja:
  - Candice Accola, amerykańska aktorka, piosenkarka
  - Bethania de la Cruz, domninikańska siatkarka
- 14 maja – Aleksandra Samojłowa, rosyjska siatkarka
- 15 maja:
  - Anaïs Bescond, francuska biathlonistka
  - Brian Dozier, amerykański baseballista
  - Anna Jankowska, polska wioślarka
  - Romana Maláčová, czeska lekkoatletka, tyczkarka
  - Leonardo Mayer, argentyński tenisista
  - Andy Murray, szkocki tenisista
  - Anna Starmach, polska kucharka i baristka
  - Tyrese Rice, amerykański koszykarz, posiadający również czarnogórskie obywatelstwo
  - Thaísa, brazylijska siatkarka
- 16 maja:
  - Chinara Alizade, azersko-polska tancerka baletowa
  - Jelena Czałowa, rosyjska tenisiska
  - Susann König, niemiecka biathlonistk
- 17 maja:
  - Miljana Bojović, serbska koszykarka
  - Ulrike Gräßler, niemiecka skoczkini narciarska
  - Ott Lepland, estoński piosenkarz, reprezentant Estonii podczas 57. Konkursu Piosenki Eurowizji
  - Dash Wilder, amerykański wrestler
- 20 maja:
  - Prajusha Maliakkal, indyjska lekkoatletka, skoczkini w dal
  - Taku Takeuchi, japoński skoczek narciarski
  - Julian Wright, amerykański koszykarz
  - Ekpe Udoh, amerykański koszykarz, posiadający także nigeryjskie obywatelstwo
- 21 maja:
  - Toukta Khamboonheung, laotańska lekkoatletka, tyczkarka
  - Jerome Randle, amerykański koszykarz, posiadający także ukraińskie obywatelstwo
- 22 maja:
  - Novak Đoković, serbski tenisista
  - Eda Dündar, turecka siatkarka
  - Kyle Gibson, amerykański koszykarz
- 24 maja – Laura Thorpe, francuska tenisistka
- 25 maja:
  - Aubrey Addams, amerykańska aktorka pornograficzna
  - Telie Mathiot, francuska lekkoatletka, tyczkarka
  - Kamil Stoch, polski skoczek narciarski
- 26 maja:
  - Madeleine Dupont, duńska curlerka
  - Diana Khisa, kenijska siatkarka
  - Daniel Lackner, austriacki skoczek narciarski
  - Łukasz Schreiber, polski polityk, sekretarz stanu w Kancelarii Prezesa Rady Ministrów
- 27 maja:
  - Martina Sáblíková, czeska łyżwiarka szybka
  - Grzegorz Hyży, polski piosenkarz
  - Elizabeth Wanyama, kenijska siatkarka
- 28 maja – Alissa Johnson, amerykańska skoczkini narciarska
- 30 maja:
  - Aleksandra Crnčević, serbska siatkarka
  - Els Vandesteene, belgijska siatkarka
- 1 czerwca:
  - Jerel McNeal, amerykański koszykarz
  - Yarisley Silva, kubańska lekkoatletka, tyczkarka
- 2 czerwca – Jerzy Fryderyk Wojciechowski, polski kompozytor
- 3 czerwca – Michelle Keegan, angielska aktorka
- 5 czerwca – Joanna Wiatr, polska siatkarka plażowa
- 6 czerwca – Ruddy Zang Milama, gabońska lekkoatletka, sprinterka
- 7 czerwca – Jakub Bogusz, polski koszykarz
- 8 czerwca – Benny Cristo, czeski piosenkarz
- 10 czerwca:
  - Brittany Denson, amerykańska koszykarka, posiadająca także libańskie obywatelstwo
  - Dotter, szwedzka piosenkarka
  - Anna Nordqvist, szwedzka golfistka
  - Déborah Ortschitt, francuska siatkarka
- 11 czerwca
  - Alona Andruk, ukraińska kolarka szosowa
  - Eric Maynor, amerykański koszykarz
- 12 czerwca:
  - Gil, brazylijski piłkarz
  - Graeme Gorham, kanadyjski skoczek narciarski
  - Kinga Kasprzak, polska siatkarka
  - Abbey Lee, australijska modelka
- 13 czerwca:
  - Agata Borowiec, polska polityk, prawniczka, posłanka na Sejm RP
  - John Bryant, amerykański koszykarz
- 14 czerwca:
  - Sebastian Fabijański, polski aktor
  - Emma Lyons, brytyjska lekkoatletka, tyczkarka
- 15 czerwca
  - Ani Mijačika, chorwacka tenisistka
  - Alexandra Sontheimer, niemiecka kolarka torowa
- 16 czerwca:
  - Abby Elliott, amerykańska aktorka, komik
  - Antonio Radić – chorwacki szachista i youtuber
- 17 czerwca:
  - Anna Wysokińska, polska piłkarka ręczna, bramkarka
  - Kendrick Lamar, amerykański raper
- 18 czerwca:
  - Patrycja Marciniak, polska lekkoatletka, wieloboistka
  - Madara Palameika, łotewska lekkoatletka, oszczepniczka
  - Lachlan Rosengreen, australijski rugbysta
- 19 czerwca – AJ Gilbert, australijski rugbysta
- 20 czerwca:
  - Aleksiej Korolow, kazachski skoczek narciarski
  - Anna Szymańczyk, polska aktorka
- 21 czerwca:
  - Nicolas Fettner, austriacki skoczek narciarski
  - Anthony Goods, amerykański koszykarz
  - Agnieszka Podkówka, polska judoczka
  - Mary Saxer, amerykańska lekkoatletka, tyczkarka
  - Jovana Vesović, serbska siatkarka
- 22 czerwca:
  - Danny Green, amerykański koszykarz
  - Lucyna Borek, polska siatkarka
  - Paulina Krupińska, polska modelka i prezenterka telewizyjna
  - Aleksander Perka, polski koszykarz
  - Luiz Jeferson Escher, brazylijski piłkarz
- 23 czerwca:
  - Alessia Filippi, włoska pływaczka
  - Damian Kulig, polski koszykarz
  - Nando De Colo, francuski koszykarz, posiadający także portugalskie obywatelstwo
- 24 czerwca:
  - Feta Ahamada, lekkoatletka z Komorów, sprinterka
  - María Irigoyen, argentyńska tenisistka
  - Lionel Messi, argentyński piłkarz
- 25 czerwca
  - Alissa Czisny, amerykańska łyżwiarka figurowa
  - Sandrine Gruda, francuska koszykarka
- 26 czerwca:
  - Ksienija Cybutowicz, rosyjska piłkarka
  - Nicole Michael, amerykańska koszykarka
  - Samir Nasri, francuski piłkarz pochodzenia algierskiego
  - Alizée Poulicek, belgijsko-czeska modelka
  - Ana Zaninović, chorwacka taekwondzistka
  - Lucija Zaninović, chorwacka taekwondzistka
  - Agnieszka Żulewska, polska aktorka
- 27 czerwca:
  - Merve Dalbeler, turecka siatkarka
  - Kim Ji-sun, koreańska curlerka
  - Paweł Urbański, polski skoczek narciarski
  - Sek Henry, amerykański koszykarz, posiadający także jamajskie obywatelstwo
- 28 czerwca:
  - Bartosz Diduszko, polski koszykarz
  - Karin Knapp, włoska tenisistka
  - Kim Renkema, holenderska siatkarka
  - Agnes Szatmari, rumuńska tenisistka
- 1 lipca – Azusa Aoki, japońska lekkoatletka, tyczkarka
- 2 lipca:
  - Kelsey Griffin, amerykańska koszykarka, posiadająca także australijskie obywatelstwo
  - Rusłana Korszunowa, kazachska modelka (zm. 2008)
  - Karolina Lampkowska, polska judoczka
- 3 lipca:
  - Aneta Havlíčková, czeska siatkarka
  - Mary Spicer, amerykańska siatkarka
  - Sebastian Vettel, niemiecki kierowca wyścigowy
- 4 lipca – Ater Majok, południowosudański koszykarz, posiadający także obywatelstwo australijskie i libańskie
- 6 lipca – Karolina Jodkowska, polska lekkoatletka, skoczkini wzwyż
- 7 lipca:
  - Alysha Clark, amerykańska koszykarka
  - Julianna Guill, amerykańska aktorka
  - Jana Matiašovská-Ağayeva, azerska siatkarka
  - Maja Nowak, polska pedagożka, działaczka społeczna i polityczna, posłanka na Sejm RP
  - Sofja Oczigawa, rosyjska pięściarka
  - V.E. Schwab, amerykańska pisarka fantasy
  - Matteo Viola, włoski tenisista
- 8 lipca:
  - Tamari Miyashiro, amerykańska siatkarka
  - Mariela Quesada, kostarykańska siatkarka
  - Włada Roslakowa, rosyjska modelka
- 9 lipca – Valerie Sweeting, kanadyjska curlerka
- 10 lipca:
  - Marisa Field, kanadyjska siatkarka
  - Anna Kożnikowa, rosyjska piłkarka
- 11 lipca – Wesley Johnson, amerykański koszykarz
- 12 lipca:
  - Bartosz Janeczek, polski siatkarz
  - Antek Smykiewicz, polski piosenakarz
- 13 lipca – Phil Mathers, australijski rugbysta
- 14 lipca – Dan Reynolds, amerykański muzyk i wokalista zespołu Imagine Dragons
- 15 lipca – Stanisław Drzewiecki, polski pianista
- 16 lipca:
  - Temalangeni Dlamini, suazyjska lekkoatletka, sprinterka
  - Magdalena Krukowska, polska kajakarka
  - AnnaLynne McCord, amerykańska aktorka, modelka
  - Sandra Pawełczak, polska kajakarka
- 18 lipca:
  - Izabela Herdzik, polska judoczka
  - Ewa Mizdal, polska sztangistka
  - Latoya Williams, amerykańska koszykarka
- 19 lipca:
  - Karolina Pilarska, polska lekkoatletka, biegaczka długodystansowa
  - Katarzyna Staszak, polska pływaczka
- 21 lipca – Piotr Czaadajew, białoruski skoczek narciarski
- 22 lipca:
  - Charlotte Kalla, szwedzka biegaczka narciarska
  - Monika Prokopiuk, polska wspinaczka sportowa
- 23 lipca – Marta Pihan-Kulesza, polska gimnastyczka
- 24 lipca:
  - Ergül Avcı, turecka siatkarka
  - Amy Smith, brytyjska pływaczka
  - Agnieszka Smołucha, polska poetka
  - Krystyna Strasz, polska siatkarka
- 25 lipca:
  - Mandy Bujold, kanadyjska bokserka
  - Corina Popovici, rumuńska skoczkini do wody
- 26 lipca:
  - Panajotis Kone, grecki piłkarz pochodzenia albańskiego
  - Miriam McDonald, kanadyjska aktorka
  - Milan Mijatović, czarnogórski piłkarz
  - Fredy Montero, kolumbijski piłkarz
  - Ewelina Saszenko, litewska piosenkarka pochodzenia polskiego
  - Woo Seung-jae, południowokoreański zapaśnik
- 27 lipca:
  - Marek Hamšík, słowacki piłkarz
  - Jordan Hill, amerykański koszykarz
  - Ewa Knioła, polska judoczka
- 28 lipca:
  - Katarzyna Dulian, polska pływaczka
  - Aimee Watson, australijska biegaczka narciarska
- 29 lipca:
  - Jolanta Kelner, polska siatkarka
  - Monika Weder, polska siatkarka
- 30 lipca:
  - Agnieszka Fikiel, niemiecka koszykarka pochodzenia polskiego
  - Victoria Pena, amerykańska lekkoatletka, tyczkarka
- 31 lipca:
  - Amrita Acharia, brytyjska aktorka
  - Brittany Byrnes, australijska aktorka
  - Mikaël Brageot(inne języki), francuski pilot
  - Aleksa Popović, czarnogórski koszykarz
- 1 sierpnia:
  - Jakov Fak, słoweński biathlonista
  - Marta Walczykiewicz, polska kajakarka
- 3 sierpnia – Magdalena Wróbel, polska aktorka
  - A.J. Slaughter, polski koszykarz pochodzenia amerykańskiego
- 4 sierpnia:
  - Aleksa Bečić, czarnogórski polityk, przewodniczący Parlamentu Czarnogóry
  - Aleksandra Liashenko, ukraińska tancerka baletowa
- 5 sierpnia:
  - Lexi Belle, amerykańska aktorka pornograficzna
  - Helena Fromm, niemiecka zawodniczka taekwondo
- 7 sierpnia – Alex Stepheson, amerykański koszykarz
- 8 sierpnia:
  - Toby Flood, angielski rugbysta
  - Tatjana Maria, niemiecka tenisistka
- 9 sierpnia:
  - Agnieszka Wilk, polska koszykarka
  - Laura Osti, australijska wioślarka
  - Anna Zawada, polska łyżwiarka figurowa
- 10 sierpnia – Julia Retzlaff, niemiecka siatkarka
- 11 sierpnia – Jekatierina Birłowa, rosyjska siatkarka
- 12 sierpnia – Patrycja Wiśniewska, polska piłkarka
- 13 sierpnia:
  - Yeliz Başa, turecka siatkarka
  - Arlette Brülhart, szwajcarska lekkoatletka, tyczkarka
  - Chris Plys, amerykański curler
- 14 sierpnia:
  - Johnny Gargano, amerykański wrestler
  - Jacopo Guarnieri, włoski kolarz szosowy
- 15 sierpnia – Martin Batenburg, duński wioślarz
- 17 sierpnia – Martin Cikl, czeski skoczek narciarski
- 18 sierpnia:
  - Joanna Jędrzejczyk, polska zawodniczka sportów walki
  - Walerija Musina, rosyjska koszykarka
- 19 sierpnia:
  - Marija Abramović, chorwacka tenisistka
  - Nico Hülkenberg, niemiecki kierowca wyścigowy
- 20 sierpnia:
  - Justyna Kasprzycka-Pyra, polska lekkoatletka, skoczkini wzwyż
  - Ayaka Noguchi, japońska siatkarka
- 21 sierpnia:
  - DeWanna Bonner, amerykańska koszykarka
  - Erik Simon, niemiecki skoczek narciarski
  - Anton Szypulin, rosyjski biathlonista
  - Megan Montaner, hiszpańska aktorka
  - Jodie Meeks, amerykański koszykarz
- 22 sierpnia – Lauren Paolini, amerykańska siatkarka
- 23 sierpnia:
  - Shamela Hampton, amerykańska koszykarka
  - Mădălina Gojnea, rumuńska tenisistka
  - Darren Collison, amerykański koszykarz
  - Li Caixia, chińska lekkoatletka, tyczkarka
- 24 sierpnia:
  - Fritz Dopfer, niemiecki narciarz alpejski
  - Katalin Honti, węgierska koszykarka
- 25 sierpnia:
  - Paola Garcia, peruwiańska siatkarka
  - Katie Hill, amerykańska polityk, kongreswoman
  - Blake Lively, amerykańska aktorka
  - Amy Macdonald, szkocka piosenkarka
  - Vladimir Štimac, serbski koszykarz
  - Magdalena Tekiel, polska siatkarka
- 26 sierpnia
  - Ana Antonijević, serbska siatkarka
  - Ksienija Suchinowa, rosyjska modelka, Miss World 2008
- 27 sierpnia – Agata Rafałowicz, polska koszykarka
- 28 sierpnia:
  - Seray Altay, turecka siatkarka
  - Danielle Hepburn, amerykańska siatkarka
- 30 sierpnia – Johanna Braddy, amerykańska aktorka
- 1 września – Britney Jones, amerykańska koszykarka
- 2 września:
  - Joe Ingles, australijski koszykarz
  - Scott Moir, kanadyjski łyżwiarz figurowy
  - Jonathan Salvi, australijski rugbysta
  - Spencer Smith, perkusista amerykańskiej grupy Panic! At The Disco
- 3 września – Allie, kanadyjska wrestlerka
- 4 września – Maryna Linczuk, białoruska modelka
- 6 września – Sylwia Boroń, polska aktorka
- 7 września:
  - Destinee Hooker-Coulter, amerykańska siatkarka
  - Aleksandra Wozniak, kanadyjska tenisistka
- 8 września – Danielle Frenkel, izraelska lekkoatletka, skoczkini wzwyż
- 9 września:
  - Sebastian Colloredo, włoski skoczek narciarski
  - Olesia Jermolenko, kazachska lekkoatletka, tyczkarka
  - Kornelia Nitzler, polska wioślarka
  - Alexis Palisson, francuski rugbysta
  - Andrea Petković, niemiecka tenisistka
  - Milan Stanković, serbski piosenkarz
  - Katie Stripling, amerykańska lekkoatletka, tyczkarka
  - Afrojack, holenderski DJ i producent muzyczny
- 10 września – Malwina Bakalarz, polska blogerka i autorka książek
- 11 września:
  - Anže Damjan, słoweński skoczek narciarski
  - Anastasia Le-Roy, jamajska lekkoatletka, sprinterka
  - Emilce Sosa, argentyńska siatkarka
- 12 września:
  - Chinazom Amadi, nigeryjska lekkoatletka, skoczkini w dal
  - Huey, amerykański raper (zm. 2020)
  - Anna Jagodzińska, polska modelka
  - Jarosława Szwiedowa, kazachska tenisistka
- 13 września:
  - Katarzyna Baranowska, polska pływaczka
  - Cwetana Pironkowa, bułgarska tenisistka
- 14 września:
  - Alicia Coutts, australijska pływaczka
  - Julie Kovářová, czeska siatkarka
  - Lee Ye-ra, południowokoreańska tenisistka
  - Alade Aminu, amerykański koszykarz, posiadając także nigeryjskie obywatelstwo
- 15 września – Michał Jankowski, polski koszykarz
- 16 września:
  - Marlena Rybacha, polska hokeistka na trawie
  - Katarzyna Świostek, polska lekkoatletka, płotkarka
- 17 września
  - Amanda Spratt, australijska kolarka szosowa i torowa
  - Piotr Stramowski, polski aktor
- 18 września: Luísa Sobral, portugalska piosenkarka i komopozytorka
- 19 września
  - Kayla Barron, amerykańska astronautka
  - Alena Zacharawa, białoruska wioślarka
- 20 września – Olha Sawczuk, ukraińska tenisistka
- 21 września:
  - Ashley Paris, amerykańska koszykarka posiadająca także północno-macedońskie obywatelstwo
  - Cláudia Bueno da Silva, brazylijska siatkarka
  - Michał Pazdan, polski piłkarz
  - Courtney Paris, amerykańska koszykarka
- 22 września:
  - Tom Felton, brytyjski aktor
  - Tom Hilde, norweski skoczek narciarski
  - Tamara Rakić, serbska siatkarka
  - Anna Stafiuk, ukraińska koszykarka
- 23 września – Dawid Janczyk, polski piłkarz
- 24 września:
  - Chris Holder, australijski żużlowiec
  - Pak Song-chol, północnokoreański piłkarz
  - Milojko Spajić, czarnogórski polityk, premier Czarnogóry
- 25 września – Monica Niculescu, rumuńska tenisistka
- 26 września – Luca Ivanković, chorwacka koszykarka
- 27 września – Olga Puczkowa, rosyjska tenisistka
- 28 września:
  - Hilary Duff, amerykańska aktorka, piosenkarka i modelka
  - Justyna Łunkiewicz, polska siatkarka
  - Jarosław Margielski, polski inżynier, samorządowiec, prezydent Otwocka
- 30 września
  - Flora Duffy, bermudzka triathlonistka
  - Lauren Holiday, amerykańska piłkarka
  - Marije Joling, holenderska łyżwiarka szybka
- 1 października:
  - Grzegorz Łomacz, polski siatkarz, reprezentant Polski
  - Natalia Rybicka, polska aktorka
- 2 października:
  - Bojana Bobusic, australijska tenisistka
  - Rareș Mandache, rumuński koszykarz
- 3 października – Anna Holmlund, szwedzka narciarka dowolna
- 4 października:
  - Oksana Kot, polska lekkoatletka, miotaczka
  - Suelen Pinto, brazylijska siatkarka
- 5 października:
  - Foluke Akinradewo, amerykańska siatkarka pochodzenia nigeryjskiego
  - Natalia Rybarczyk, polska taekwondzistka
- 6 października:
  - Alexandra González, portorykańska lekkoatletka, tyczkarka
  - Arciom Parachouski, białoruski koszykarz
- 9 października:
  - Samantha Murray, brytyjska tenisistka
  - David Weaver, amerykański koszykarz
  - Craig Brackins, amerykański koszykarz
- 10 października
  - Alena Filipawa, białoruska zapaśniczka
  - Natasha Starr, polska aktorka pornograficzna
- 11 października – Urszula Dębska, polska aktorka
- 12 października:
  - Patrycja Hojnisz, polska biathlonistka
  - Erika Takao, japońska tenisistka
- 13 października – Marta Gajewska, polska koszykarka
- 14 października – Fathia Ali Bourrale, dżibutyjska lekkoatletka, sprinterka
- 15 października – Ana Jerasimu, grecka tenisistka
- 16 października
  - Alena Kijewicz, białoruska lekkoatletka, sprinterka
  - Anastasija Markowa, rosyjska siatkarka
- 18 października:
  - Zac Efron, amerykański aktor
  - Giulia Gatto-Monticone, włoska tenisistka
  - Ana Paula Rodrigues, brazylijska piłkarka ręczna
- 19 października – Ewelina Barej, polska kulturystka
- 21 października:
  - Jekatierina Orłowa, rosyjska siatkarka
  - Wu Sha, chińska lekkoatletka, tyczkarka
  - Kamila Szczecina, polska piłkarka ręczna
- 22 października – Edina Dobi, węgierska siatkarka
- 24 października:
  - Charlie White, amerykański łyżwiarz figurowy
  - Kwame Adjeman-Pamboe, amerykański piłkarz pochodzenia ghańskiego
- 25 października – Agnieszka Leszczyńska, polska lekkoatletka, biegaczka średniodystansowa
- 26 października – Ana Tiemi, brazylijska siatkarka
- 27 października:
  - Andrew Bynum, amerykański koszykarz
  - Katarzyna Ciesielska, polska siatkarka
  - Alexia Djilali, francuska siatkarka
- 28 października – Karina Cyfka, polska szachistka
- 29 października:
  - José Francisco Torres, amerykański piłkarz
  - Tove Lo, szwedzka piosenkarka
  - Fleur East, brytyjska piosenkarka
- 30 października:
  - Alexandra Riley, nowozelandzka piłkarka nożna
  - Laura Spector, amerykańska biathlonistka
  - Katarzyna Szałankiewicz, polska siatkarka
- 3 listopada:
  - Wendy Hale, sztangistka z Wysp Salomona
  - Ałła Kudriawcewa, rosyjska tenisistka
  - Ty Lawson, amerykański koszykarz
  - Gemma Ward, australijska modelka
- 4 listopada – Artur Jędrzejczyk, polski piłkarz
- 5 listopada – Anna Pietrzak, polska koszykarka
- 6 listopada:
  - Ana Ivanović, serbska tenisistka
  - Marcela Marcisz, polska biegaczka narciarska
  - Eeva Niemelä, fińska lekkoatletka, tyczkarka
- 9 listopada – Adam Łapeta, polski koszykarz
- 11 listopada – Alexandra Duckworth, kanadyjska snowboardzistka
- 12 listopada
  - Kyndall Dykes, amerykański koszykarz
  - Anna Rudolf, węgierska szachistka
- 13 listopada:
  - Julia Kamińska, polska aktorka
  - Aleksandra Urbańczyk-Olejarczyk, polska pływaczka
- 14 listopada – Mareike Hindriksen, niemiecka siatkarka
- 16 listopada – Magdalena Łaska, polska aktorka
- 17 listopada – Nadiya Dusanova, uzbecka lekkoatletka, skoczkini wzwyż
- 18 listopada:
  - Jack Lam, australijski i samoański rugbysta
  - Yoon Park, południowokoreański aktor
- 19 listopada:
  - Alice Carpanese, włoska pływaczka
  - Filip Kaczyński, polski polityk i samorządowiec, poseł na Sejm VII, IX i X kadencji
  - Natalia Kołat, polska tenisistka
  - Sílvia Soler Espinosa, hiszpańska tenisistka
  - Tarra White, czeska aktorka pornograficzna
- 20 listopada – Anna Kuprijanowa, rosyjska siatkarka
- 22 listopada – Lisbet Arredondo, kubańska siatkarka
- 23 listopada – Uhunoma Osazuwa, nigeryjska lekkoatletka, wieloboistka
- 26 listopada – Anna Tomczyk, polska siatkarka
- 27 listopada
  - Anastasija Barannikowa, rosyjska skoczkini narciarska
  - Kylie Hutson, amerykańska lekkoatletka, tyczkarka
- 28 listopada – Karen Gillan, brytyjska aktorka, modelka
- 30 listopada:
  - Wasilisa Bardina, rosyjska tenisistka
  - Anne Kyllönen, fińska biegaczka narciarska
  - Daniel Noboa, ekwadorski przedsiębiorca, polityk, prezydent Ekwadoru
  - Dougie Poynter, basista i wokalista brytyjskiego zespołu McFly
- 2 grudnia:
  - Jill Collymore, amerykańska siatkarka
  - Daniel Linde, australijski rugbysta
  - Poutasi Luafutu, australijski rugbysta
  - Lenka Oborná, czeska siatkarka
  - Fabian Klos, niemiecki piłkarz
- 3 grudnia:
  - Adrienne Martelli, amerykańska wioślarka
  - Vera Neuenswander, amerykańska lekkoatletka, tyczkarka
  - Marie-Therese Rotter, niemiecka curlerka
  - Alicia Sacramone, amerykańska gimnastyczka pochodzenia włoskiego
- 4 grudnia:
  - Joanna Taczewska, polska brydżystka
  - Karol Michałek, polski koszykarz
- 5 grudnia:
  - Kamil Kulczycki, polski reżyser i scenarzysta filmowy, instruktor harcerski (zm. 2012)
  - Johanna Leedham, brytyjska koszykarka
- 6 grudnia – Cecilia Dujić, chorwacka siatkarka
- 7 grudnia:
  - Natalja Bratuhhina, estońska siatkarka
  - Polina Bratuhhina, estońska siatkarka
  - Aaron Carter, amerykański piosenkarz (zm. 2022)
- 8 grudnia:
  - Julia Wanner, niemiecka lekkoatletka, skoczkini wzwyż
  - Robert Nortmann, bahamski koszykarz, posiadający także kanadyjskie obywatelstwo
- 9 grudnia:
  - Gerald Henderson Jr., amerykański koszykarz
  - Rima Taha Farid, pochodząca z Trynidadu i Tobago lekkoatletka, skoczkini w dal
- 10 grudnia – Gonzalo Higuaín, argentyński piłkarz
- 11 grudnia:
  - Markus Eggenhofer, austriacki skoczek narciarski
  - Gergana Marinowa, bułgarska siatkarka
- 12 grudnia:
  - Ałsu Murtazina, rosyjska lekkoatletka, trójskoczkini
  - James Washington, amerykański koszykarz
- 14 grudnia
  - Amina Betiche, algierska lekkoatletka, biegaczka
  - Valeria Caracuta, włoska siatkarka
- 15 grudnia:
  - Khairunnisa Ash'ari, brunejska polityczka
  - Tobiasz Bocheński, polski prawnik, urzędnik państwowy, polityk , wojewoda łódzki, eurodeputowany
  - Adam Danch, polski piłkarz
  - Miguel Ángel García, amerykański bokser
- 16 grudnia:
  - Zofia Bałdyga, polska poetka, tłumaczka
  - Olga Kurban, rosyjska lekkoatletka, wieloboistka
- 18 grudnia:
  - Jekatierina Lopes, rosyjska tenisistka
  - Piotr Nowakowski, polski siatkarz, reprezentant Polski
  - Monika Potokar, słoweńska siatkarka
  - Saori Sakoda, japońska siatkarka
- 19 grudnia:
  - Shūko Aoyama, japońska tenisistka
  - Karim Benzema, francuski piłkarz pochodzenia algierskiego
- 20 grudnia – Monika Szczęsna, polska lekkoatletka, sprinterka
- 22 grudnia – Agnieszka Gąsienica-Daniel, polska narciarka alpejska
- 23 grudnia – Taťána Kuchařová, czeska modelka, Miss World 2006
- 24 grudnia – Johan Martin Brandt, norweski skoczek narciarski
- 26 grudnia – Sandra Stocker, szwajcarska siatkarka
- 28 grudnia – Anna Terpiłowska, polska aktorka
- 30 grudnia:
  - Rocío Gómez Lopez, hiszpańska siatkarka
  - Paweł Majewski, polski dziennikarz i urzędnik państwowy, sekretarz stanu w Ministerstwie Spraw Wewnętrznych i Administracji
- 31 grudnia – Javaris Crittenton, amerykański koszykarz

## Zdarzenia astronomiczne
- 29 marca – obrączkowe zaćmienie Słońca
- 23 września – obrączkowe zaćmienie Słońca
- 7 października – zaćmienie Księżyca

## Nagrody Nobla
- z fizyki – Georg Bednorz, Alexander Müller
- z chemii – Donald Cram, Jean-Marie Lehn, Charles Pedersen
- z medycyny – Susumu Tonegawa
- z literatury – Iosif Brodski
- nagroda pokojowa – Óscar Arias Sánchez
- z ekonomii – Robert Solow

## Święta ruchome
- Tłusty czwartek: 26 lutego
- Ostatki: 3 marca
- Popielec: 4 marca
- Niedziela Palmowa: 12 kwietnia
- Pamiątka śmierci Jezusa Chrystusa: 12 kwietnia
- Wielki Czwartek: 16 kwietnia
- Wielki Piątek: 17 kwietnia
- Wielka Sobota: 18 kwietnia
- Wielkanoc: 19 kwietnia
- Poniedziałek Wielkanocny: 20 kwietnia
- Wniebowstąpienie Pańskie: 28 maja
- Zesłanie Ducha Świętego: 7 czerwca
- Boże Ciało: 18 czerwca

## Dane statystyczne
- źródło danych: Bank Światowy
  - Ludność świata: 5,028,700,000
  - Tempo wzrostu liczby ludności: 1,79% na rok
  - Długość życia: 64,8 lat
  - Wskaźnik płodności: 3,43 urodzeń na kobietę
  - Współczynnik umieralności poniżej 5 roku życia: 94,63
  - Zużycie energii na mieszkańca: 1445,60 kg